# Werkverzeichnis von Camille Pissarro/Die letzten Jahre
Das Werkverzeichnis (Catalogue raisonné) des französischen Malers Camille Pissarro erschien 1939 in Paris. 2005 konnte nach 20-jähriger Vorarbeit ein völlig neuer Gesamtkatalog herausgegeben werden. In diesem Artikel wird die sechste Periode Die letzten Jahre aufgelistet. Sein Werk lässt sich aufgrund seiner Arbeitsweisen und Aufenthaltsorte in folgende Perioden teilen:
| Zeitraum                                                                              | Bezeichnung                          | dt. Bezeichnung               | Werknummern 1939 | Werknummern 2005 |
| ------------------------------------------------------------------------------------- | ------------------------------------ | ----------------------------- | ---------------- | ---------------- |
| 1852–1860                                                                             | Années d’apprentissage               | Lehrjahre                     | 1–14             | 1–45             |
| 1852 · 1854 · 1856 · 1857 · 1858 · 1859 · 1860                                        |                                      |                               |                  |                  |
| 1861–1868                                                                             | Réalisme symbolique                  |                               | 15–69            | 46–131           |
| 1861 · 1862 · 1863 · 1864 · 1865 · 1866 · 1867 · 1868                                 |                                      |                               |                  |                  |
| 1869–1873                                                                             | La Formation du goût impressionniste | Reifebildung                  | 70–236           | 132–324          |
| 1869 · 1870· 1871 · 1872 · 1873                                                       |                                      |                               |                  |                  |
| 1874–1880                                                                             | Épanouissement de l’impressionnisme  | Blütezeit des Impressionismus | 237–528          | 325–640          |
| 1874 · 1875 · 1876 · 1877 · 1878 · 1879 · 1880                                        |                                      |                               |                  |                  |
| 1881–1890                                                                             | Néo-Impressionnisme                  | Neoimpressionismus            | 529–760          | 641–904          |
| 1881 · 1882 · 1883 · 1884 · 1885 · 1886 · 1887 · 1888 · 1889 · 1890                   |                                      |                               |                  |                  |
| 1891–1903                                                                             | Les dernières années                 | Die letzten Jahre             | 761–1316         | 905–1528         |
| 1891 · 1892 · 1893 · 1894 · 1895 · 1896 · 1897 · 1898 · 1899 · 1900· 1901· 1902· 1903 |                                      |                               |                  |                  |
|                                                                                       |                                      |                               |                  |                  |

Darüber hinaus gibt es noch eine Vielzahl von Zeichnungen, Holzschnitten, Gouaches und anderes, die unter den Nummern 1317–1668 (1939) gelistet sind.

## Werkverzeichnis
Das Werkverzeichnis beinhaltet und beschreibt das von 2005 (WV 2005) – herausgegeben vom Wildenstein Institut –, weil es gegenüber dem von 1939 (WV 1939) wesentlich umfassender und naturgemäß aktueller ist. Mithilfe der Sortierfunktion lässt sich das 1939er-Verzeichnis extrahieren.
| Illustration                                                                      | Jahr      | Titel [1939]                                                                      | WV 1939 | WV 2005 | Technik                             | Standort                                                               | Stadt                 | Inventar- nummer | Format [cm]   |
| --------------------------------------------------------------------------------- | --------- | --------------------------------------------------------------------------------- | ------- | ------- | ----------------------------------- | ---------------------------------------------------------------------- | --------------------- | ---------------- | ------------- |
| Le Pont de Pontoise                                                               | 1891      | Le Pont de Pontoise                                                               |         | 905     | Öl auf Leinwand                     | Privatsammlung, Luxemburg                                              |                       |                  | 33 × 41       |
|                                                                                   | 1891      | Effet de neige avec vaches à Montfoucault                                         | 761     | 906     | Öl auf Leinwand                     | Verkauf bei Christie’s, New York, 1999                                 |                       |                  | 38 × 46       |
|                                                                                   | 1891      | Le Pont de Charing Cross, Londres                                                 | 805     | 907     | Öl auf Leinwand                     | Privatsammlung, Schweiz                                                |                       |                  | 60 × 73       |
|                                                                                   | 1891      | Soleil couchant avec brume, Éragny                                                | 767     | 908     | Öl auf Leinwand                     | Verkauf bei Christie’s, New York, 1999                                 |                       |                  | 50,5 × 65,5   |
|                                                                                   | 1891      | Prairie avec vaches, brume, soleil couchant à Éragny                              | 768     | 909     | Öl auf Leinwand                     | Verkauf bei Christie’s, London, 2000                                   |                       |                  | 54 × 65,5     |
|                                                                                   | 1891      | Paysage à Saint-Charles, soleil couchant                                          | 769     | 910     | Öl auf Leinwand                     | Sterling and Francine Clark Art Institute, 1955                        | Williamstown (Mass.)  | 1955.524         | 80,9 × 64,9   |
|                                                                                   | 1891      | Paysage à Baincourt                                                               | 765     | 911     | Öl auf Leinwand                     | Privatsammlung                                                         |                       |                  | 60 × 73       |
| La Causette                                                                       | 1891–92   | La Causette                                                                       | 792     | 912     | Öl auf Leinwand                     | Metropolitan Museum of Art, 1973                                       | New York              | 1973.311.5       | 89,5 × 116,5  |
|                                                                                   | 1891–92   | La Vachère                                                                        | 823     | 913     | Öl auf Leinwand                     | Lorenzo Mendoza Quinteiro, Caracas (1966)                              |                       |                  | 73 × 51       |
|                                                                                   | 1891–92   | Paysanne rêveuse assise, soleil couchant                                          | 824     | 914     | Öl auf Leinwand                     | Privatsammlung, London                                                 |                       |                  | 81 × 65       |
|                                                                                   | 1891      | Le Grand Noyer, soleil couchant à Éragny                                          |         | 915     | Öl auf Leinwand                     | Verkauf bei Christie’s, London, 2000                                   |                       |                  | 46,5 × 55     |
|                                                                                   | 1891      | Cour de ferme à Éragny                                                            | 764     | 916     | Öl auf Leinwand                     | Privatsammlung, Japan                                                  |                       |                  | 38,3 × 46     |
|                                                                                   | 1891      | Le Clocher et le manoir d’Éragny                                                  | 766     | 917     | Öl auf Leinwand                     | Verkauf bei Sotheby Parke Bernet, New York, 1977                       |                       |                  | 32,5 × 41     |
|                                                                                   | 1891      | Gardeuse d’oies assise                                                            | 770     | 918     | Öl auf Leinwand                     | Richard Green, London                                                  |                       |                  | 54 × 65,5     |
|                                                                                   | 1891      | Fenaison à Éragny                                                                 | 771     | 919     | Öl auf Leinwand                     | Verkauf bei Sotheby’s, London, 1995                                    |                       |                  | 46 × 38       |
|                                                                                   | 1891      | Faneuses au repos                                                                 | 773     | 920     | Öl auf Leinwand                     | Marion Koogler McNay Art Museum, 1950                                  | San Antonio (Tex.)    | 1950.115         | 66 × 81,3     |
|                                                                                   | 1891      | Batterie à Éragny                                                                 | 680     | 921     | Öl auf Holz                         | – unbekannt –                                                          |                       |                  | 32 × 41       |
|                                                                                   | 1891      | Paysannes plantant des rames                                                      | 772     | 922     | Öl auf Leinwand                     | Graves Art Gallery (1983)                                              | Sheffield             |                  | 55 × 46       |
|                                                                                   | 1891      | Vue de Bazincourt, gelée blanche                                                  | 763     | 923     | Öl auf Leinwand                     | Kunsthaus Zürich, 1989                                                 | Zürich                |                  | 38 × 46       |
|                                                                                   | 1892      | Le Grand Noyer, gelée blanche avec soleil, Éragny                                 | 776     | 924     | Öl auf Leinwand                     | Privatsammlung                                                         |                       |                  | 47,5 × 63,5   |
|                                                                                   | 1892      | Effet de neige, soleil, le grand noyer, Éragny                                    | 780     | 925     | Öl auf Leinwand                     | Privatsammlung                                                         |                       |                  | 50 × 65       |
|                                                                                   | c. 1892   | Le Grand Noyer, inondation, effet de soleil, Éragny                               | 784     | 926     | Öl auf Leinwand                     | Verkauf bei Christie’s, London, 1981                                   |                       |                  | 65 × 92       |
|                                                                                   | 1892      | Vue de Bazincourt, inondation, effet du matin                                     | 782     | 927     | Öl auf Leinwand                     | Verkauf bei Sotheby’s, New York, 1990                                  |                       |                  | 54 × 66       |
|                                                                                   | 1892      | Vue de Bazincourt, inondation                                                     | 786     | 928     | Öl auf Leinwand                     | Galerie Schmit, Paris                                                  |                       |                  | 65 × 92       |
|                                                                                   | 1892      | Le Grand Noyer à Éragny                                                           | 781     | 929     | Öl auf Leinwand                     | Privatsammlung                                                         |                       |                  | 60 × 73       |
|                                                                                   | 1892      | Le Pré et le grand noyer, printemps, Éragny                                       | 783     | 930     | Öl auf Leinwand                     | Hamburger Kunsthalle, 1994                                             | Hamburg               | 5512             | 38,4 × 46     |
|                                                                                   | 1892      | Femmes au pied du grand noyer                                                     | 787     | 931     | Öl auf Leinwand                     | Musée National des Beaux-Arts, 1934                                    | Algier                | I.G. 1656        | 55 × 46       |
|                                                                                   | 1892      | Poires en fleur, Éragny                                                           | 788     | 932     | Öl auf Leinwand                     | William Ward Foshay (1959)                                             |                       |                  | 66 × 54       |
| Le Clos du père Lucien, Éragny                                                    | 1892      | Le Clos du père Lucien, Éragny                                                    | 790     | 933     | Öl auf Leinwand                     | Philadelphia Museum of Art, 1921                                       | Philadelphia          | W1921–1–8        | 65,1 × 54,3   |
|                                                                                   | 1892      | Champs, vue sur Éragny                                                            | 791     | 934     | Öl auf Leinwand                     | Privatsammlung, Schweiz (2001)                                         |                       |                  | 46 × 55       |
|                                                                                   | c. 1892   | Enfants dans le jardin, Éragny, esquisse                                          | 820     | 935     | Öl auf Leinwand                     | – Gestohlen bei Bruno R. Paria, Mailand (1984) –                       |                       |                  | 38 × 46       |
| Enfants attablés dans le Jardin à Éragny                                          | 1892      | Enfants attablés dans le Jardin à Éragny                                          | 1013    | 936     | Öl auf Leinwand                     | Shorenstein, Los Angeles                                               |                       |                  | 59 × 73       |
|                                                                                   | 1892      | Bergère et moutons, Éragny                                                        | 819     | 937     | wahrscheinl. Öl auf Leinwand        | – vermisst seit Zweitem Weltkrieg –                                    |                       |                  | 46 × 55       |
|                                                                                   | 1892      | Femme à la brouette                                                               | 822     | 938     | Öl auf Leinwand                     | Privatsammlung, Vereinigtes Königreich                                 |                       |                  | 46,3 × 38,5   |
|                                                                                   | c. 1892   | La Causette                                                                       | 821     | 939     | Öl auf Leinwand                     | Privatsammlung                                                         |                       |                  | 37 × 30       |
|                                                                                   | 1892      | Saint Anne’s Church à Kew, Londres                                                | 800     | 940     | Öl auf Leinwand                     | John C. Whitehead, New York                                            |                       |                  | 55 × 46       |
| Kew Green, Londres                                                                | 1892      | Kew Green, Londres                                                                | 799     | 941     | Öl auf Leinwand                     | Musée des Beaux-Arts, 1986                                             | Lyon                  | 1986–200         | 46 × 55       |
|                                                                                   | c. 1892   | Bank Holyday, Kew, Londres                                                        | 793     | 942     | Öl auf Leinwand                     | Privatsammlung                                                         |                       |                  | 46 × 55       |
|                                                                                   | 1892      | Jardin de Kew, Londres, soleil couchant                                           | 794     | 943     | Öl auf Leinwand                     | Verkauf bei Christie’s, London, 1997                                   |                       |                  | 54 × 65       |
|                                                                                   | 1892      | Jardin de Kew, Londres, allée de la grande serre                                  | 795     | 944     | Öl auf Leinwand                     | Yamagata Museum of Art, 1991                                           | Yamagata              |                  | 54 × 65       |
|                                                                                   | 1892      | Jardin de Kew, Londres, près des serres, temps gris                               | 796     | 945     | Öl auf Leinwand                     | Privatsammlung, Washington                                             |                       |                  | 54 × 65       |
|                                                                                   | 1892      | Jardin de Kew, Londres, les pins                                                  | 797     | 946     | Öl auf Leinwand                     | Verkauf bei Christie’s, London, 1976                                   |                       |                  | 54 × 65       |
|                                                                                   | 1892      | Jardin de Kew, Londres, près d’un étang                                           | 798     | 947     | Öl auf Leinwand                     | Privatsammlung (1975)                                                  |                       |                  | 46 × 55       |
|                                                                                   | 1892      | Jardin de Kew, Londres, carrefour près d’un étang                                 | 802     | 948     | Öl auf Leinwand                     | Verkauf bei Sotheby’s, New York, 2000                                  |                       |                  | 65,4 × 54,6   |
|                                                                                   | 1892      | Jardin de Kew, Londres, l’allée des rhododendrons                                 | 803     | 949     | Öl auf Leinwand                     | Verkauf bei Sotheby’s, New York, 1992                                  |                       |                  | 54 × 65       |
|                                                                                   | 1892      | Pièce d’eau à Kew, Londres                                                        | 801     | 950     | Öl auf Leinwand                     | – unbekannt –                                                          |                       |                  | 46 × 55       |
|                                                                                   | 1892      | Fenaison à Éragny                                                                 | 789     | 951     | Öl auf Leinwand                     | The Art Institute of Chicago, 1961                                     | Chicago               | 1961.791         | 65,5 × 81,3   |
|                                                                                   | 1892      | La Moisson                                                                        | 815     | 952     | Öl auf Leinwand                     | Verkauf bei Christie’s, London, 1981                                   |                       |                  | 47 × 56       |
|                                                                                   | 1892      | Le Jardin d’Octave Mirbeau aux Damps                                              | 806     | 953     | Öl auf Leinwand                     | Anderson Galleries, Beverly Hills (2004)                               |                       |                  | 65 × 54       |
| Le Jardin d’Octave Mirbeau, la terrasse, Les Damps                                | 1892      | Le Jardin d’Octave Mirbeau, la terrasse, Les Damps                                | 807     | 954     | Öl auf Leinwand                     | Robert B. Mayer, Chicago                                               |                       |                  | 73 × 92       |
|                                                                                   | 1892      | Jardin et poulailler chez Octave Mirbeau, Les Damps                               | 808     | 955     | Öl auf Leinwand                     | Irwin H. Kramer, Philadelphia (1978)                                   |                       |                  | 73 × 92       |
|                                                                                   | 1892      | La Vallée de la Seine aux Damps, jardin d’Octave Mirbeau                          | 809     | 956     | Öl auf Leinwand                     | – unbekannt –                                                          |                       |                  | 65 × 92       |
|                                                                                   | 1892      | Maison de paysans                                                                 | 811     | 957     | Öl auf Leinwand                     | – unbekannt –                                                          |                       |                  | 58,5 × 72,5   |
|                                                                                   | c. 1892   | Soleil couchant à Éragny                                                          | 817     | 958     | Öl auf Leinwand                     | Gouverneurresidenz, Saint-Thomas, Virgin Islands (1953)                |                       |                  | 33 × 41       |
|                                                                                   | 1892      | Vue de Bazincourt, soleil couchant                                                | 812     | 959     | Öl auf Leinwand                     | Verkauf bei Sotheby’s, New York, 1989                                  |                       |                  | 46,5 × 55,2   |
|                                                                                   | 1892      | Vue de Bazincourt, coucher de soleil                                              | 814     | 960     | Öl auf Leinwand                     | Verkauf bei Galerie Charpentier, Paris (1955)                          |                       |                  | 38 × 55       |
|                                                                                   | 1892      | Effet d’automne, le grand noyer, Éragny                                           | 813     | 961     | Öl auf Leinwand                     | Privatsammlung                                                         |                       |                  | 38 × 46       |
| Pommiers à Éragny, automne                                                        | 1892      | Pommiers à Éragny, automne                                                        | 816     | 962     | Öl auf Leinwand                     | Von der Heydt-Museum, 1964                                             | Wuppertal             | G 1148           | 55 × 46       |
|                                                                                   | 1892      | Le Fond du pré à Éragny avec une femme ramassant de l’herbe                       | *       | 963     | Öl auf Leinwand                     | High Museum of Art, 1974–78; jetzt Privatsammlung                      | Atlanta               |                  | 46 × 55       |
|                                                                                   | 1892      | Le Grand Noyer, automne, éragny, esquisse de ma fenêtre                           | 818     | 964     | Öl auf Leinwand                     | Verkauf bei Parke Bernet, New York, 1970                               |                       |                  | 33 × 41       |
|                                                                                   | 1892      | Coin de jardin, neige, Éragny                                                     | 774     | 965     | Öl auf Leinwand                     | Reuben u. Edith Hecht Museum, 1972                                     | Haifa                 | P-157            | 45 × 37       |
|                                                                                   | 1892      | Vue de Bazincourt, givre, matin                                                   | 775     | 966     | Öl auf Leinwand                     | B. E. Bensinger (1966)                                                 |                       |                  | 54 × 66       |
|                                                                                   | c. 1892   | Le Grand Noyer, gelée blanche, Éragny                                             | 777     | 967     | Öl auf Leinwand                     | – unbekannt –                                                          |                       |                  | 41 × 33       |
| Paysage avec maisons et mur de clôture, givre et brume, Éragny                    | 1892      | Paysage avec maisons et mur de clôture, givre et brume, Éragny                    | 778     | 968     | Öl auf Leinwand                     | Verkauf bei Christie’s, London, 1994                                   |                       |                  | 45,7 × 54,9   |
|                                                                                   | 1892      | Vue de Bazincourt, effet de neige, soleil couchant                                | 779     | 969     | Öl auf Leinwand                     | Verkauf bei Sotheby’s, London, 2003                                    |                       |                  | 32 × 41       |
|                                                                                   | 1892      | Vue de Bazincourt, effet de neige, temps gris                                     | *       | 970     | Öl auf Leinwand                     | – unbekannt –                                                          |                       |                  | 33 × 41       |
|                                                                                   | 1892      | Jeanne Pissarro dite Cocotte, en buste                                            | 825     | 971     | Öl auf Leinwand                     | Muzeul Național de Artă al României, 1978                              | Bukarest              | 88               | 34,7 × 27,4   |
| La Femme au fichu vert                                                            | 1893      | La Femme au fichu vert                                                            | 854     | 972     | Öl auf Leinwand                     | Musée d’Orsay, 1990                                                    | Paris                 | R.F. 1972–30     | 65,5 × 54,5   |
|                                                                                   | 1893      | Vue sur les coteuax de Bazincourt, neige ensoleilée                               | 830     | 973     | Öl auf Leinwand                     | Privatsammlung, USA (2001)                                             |                       |                  | 46 × 55       |
|                                                                                   | 1893      | Le Grand Noyer, le dégal, Éragny                                                  | 832     | 974     | Öl auf Leinwand                     | Verkauf bei Christie’s, London, 1999                                   |                       |                  | 55 × 46       |
|                                                                                   | 1893      | Le Grand Noyer à Éragny                                                           |         | 975     | Öl auf Leinwand                     | Verkauf bei Christie’s, New York, 1987                                 |                       |                  | 32,4 × 24,8   |
| Vue de Bazincourt, février, soleil levant                                         | 1893      | Vue de Bazincourt, février, soleil levant                                         | 833     | 976     | Öl auf Leinwand                     | Kröller-Müller Museum, 1935                                            | Otterlo               | 616,12           | 65,8 × 81,5   |
|                                                                                   | 1893      | Vue de ma fenêtre, inondation, effet de soir, Éragny                              | 834     | 977     | Öl auf Leinwand                     | Privatsammlung, USA                                                    |                       |                  | 65 × 54       |
|                                                                                   | 1893      | La Crue de l’Epte, Éragny                                                         | 835     | 978     | Öl auf Leinwand                     | Verkauf bei Galerie Nichido, Tokio (1988)                              |                       |                  | 65 × 64,5     |
|                                                                                   | 1893      | Vue de Bazincourt, inondation                                                     | 785     | 979     | Öl auf Leinwand                     | Verkauf bei Sotheby’s, New York, 2005                                  |                       |                  | 55 × 65       |
|                                                                                   | 1893      | Vue de Bazincourt, inondation, soleil couchant                                    | *       | 980     | Öl auf Leinwand                     | Verkauf bei Christie’s, London, 2002                                   |                       |                  | 46 × 55       |
|                                                                                   | c. 1893   | Inondation, Éragny                                                                |         | 981     | Öl auf Leinwand                     | Barbara und Harvey Manes, Long Island (c. 1993)                        |                       |                  | 46 × 38       |
|                                                                                   | 1893      | Deux femmes dans le pré à Éragny                                                  | 850     | 982     | Öl auf Leinwand                     | Museum of Fine Arts, 1912                                              | Boston                |                  | 95 × 70       |
|                                                                                   | 1893      | Vue de Bazincourt, ciel rouge                                                     | 840     | 983     | Öl auf Leinwand                     | Privatsammlung                                                         |                       |                  | 46 × 55,3     |
|                                                                                   | 1893      | La Rue Saint-Lazare, temps lumineux                                               | 836     | 984     | Öl auf Leinwand                     | Privatsammlung, USA                                                    |                       |                  | 74 × 60,5     |
|                                                                                   | 1893      | La Place du Havre, l’omnibus, soleil                                              | 837     | 985     | Öl auf Leinwand                     | Verkauf bei Christie’s, New York, 1999                                 |                       |                  | 38 × 46       |
| La Place du Havre et la rue d’Amsterdam, matin, soleil                            | 1893      | La Place du Havre et la rue d’Amsterdam, matin, soleil                            | 838     | 986     | Öl auf Leinwand                     | The Art Institute of Chicago, 1922                                     | Chicago               | 1922.434         | 60,1 × 73,5   |
|                                                                                   | 1893      | La Place du Havre et la gare Saint-Lazare                                         | 839     | 987     | Öl auf Leinwand                     | Privatsammlung                                                         |                       |                  | 39,3 × 47     |
|                                                                                   | 1893      | Félix Pissarro lisant                                                             | 828     | 988     | Öl auf Leinwand                     | David Rockefeller, New York (1952)                                     |                       |                  | 46 × 38       |
|                                                                                   | c. 1893   | Jeune homme écrivant devant une fenêtre                                           | 758     | 989     | Öl auf Holz                         | – unbekannt –                                                          |                       |                  | 24 × 15,5     |
|                                                                                   | 1893      | Ludovic-Rodolphe Pissarro lisant                                                  | 829     | 990     | Öl auf Leinwand                     | Privatsammlung                                                         |                       |                  | 46 × 38       |
|                                                                                   | c. 1893   | Paul-Émile Pissarro dans un fauteuil                                              | 865     | 991     | Öl auf Leinwand                     | Privatsammlung, USA                                                    |                       |                  | 35,8 × 27,3   |
|                                                                                   | c. 1893   | Portrait de Ruth Bensusan                                                         | *       | 992     | Öl auf Leinwand                     | Privatsammlung                                                         |                       |                  | 48 × 38       |
|                                                                                   | 1893      | Le Grand Noyer et pommiers, Éragny                                                | 842     | 993     | Öl auf Leinwand                     | Privatsammlung                                                         |                       |                  | 73 × 92       |
|                                                                                   | 1893      | Le Berceau à Éragny                                                               | 843     | 994     | Öl auf Leinwand                     | Verkauf bei Sotheby’s, London, 1986                                    |                       |                  | 54 × 65       |
| Pommier dans le pré, Éragny                                                       | 1893      | Pommier dans le pré, Éragny                                                       | 844     | 995     | Öl auf Leinwand                     | Fr. Stubel, Brüssel                                                    |                       |                  | 56 × 55       |
|                                                                                   | 1893      | La Grange, matin, Éragny                                                          | 975     | 996     | Öl auf Leinwand                     | Daniel Blaise Thorens Fine Art Gallery                                 | Basel                 |                  | 46,5 × 55,5   |
|                                                                                   | 1893      | Sous le noyer à Éragny                                                            | 846     | 998     | Öl auf Leinwand                     | – unbekannt –                                                          |                       |                  | unbek.        |
|                                                                                   | c. 1893   | Jardin à Éragny, étude                                                            | 847     | 999     | Öl auf Leinwand                     | Verkauf bei Pierre Blache, Genf (1976)                                 |                       |                  | 63 × 81       |
|                                                                                   | 1893      | Dans le pré à Éragny, femme et enfant sous un arbre                               | 848     | 1000    | Öl auf Leinwand                     | Musée d’Art et d’Histoire, 1979                                        | Neuenburg NE          | AP 1642          | 46 × 54       |
| Le Pré avec cheval gris, Éragny                                                   | 1893      | Le Pré avec cheval gris, Éragny                                                   | 849     | 1001    | Öl auf Leinwand                     | Verkauf bei Galerie Odermatt-Cazeau, Japan (c. 1987)                   |                       |                  | 54 × 65       |
|                                                                                   | 1893      | La Cour et le verger de la mère Rocque, Éragny                                    | 851     | 1002    | Öl auf Leinwand                     | The Mitsubishi Trust and Banking Corporation, Tokio                    |                       |                  | 54 × 65       |
|                                                                                   | 1893      | La Cour de la mère Rocque, Éragny                                                 | 852     | 1003    | Öl auf Leinwand                     | Verkauf bei Palais Galliera, Paris (1972)                              |                       |                  | 45 × 38       |
|                                                                                   | 1893      | Fenaison à Éragny                                                                 | *       | 1004    | Öl auf Leinwand                     | Israel Museum, 2000                                                    | Jerusalem             | BOO.1706         | 44,3 × 55,7   |
|                                                                                   | 1893      | Faneuses, le soir, Éragny                                                         | 855     | 1005    | Öl auf Leinwand                     | Joslyn Art Museum, 1946                                                | Omaha (Nebr.)         | JAM 1946.28      | 54 × 65       |
|                                                                                   | 1893      | Paysanne épluchant des pommes avec enfant, Éragny                                 | 860     | 1006    | Öl auf Leinwand                     | Verkauf bei Sotheby’s, London, 1983                                    |                       |                  | 65 × 54       |
|                                                                                   | 1893      | Gardeuse d’oies avec enfant                                                       | 856     | 1007    | Öl auf Leinwand                     | Verkauf bei Sotheby’s, London, 1989                                    |                       |                  | 46 × 55       |
| La Cueillette des pois, Éragny                                                    | 1893      | La Cueillette des pois, Éragny                                                    | 857     | 1008    | Öl auf Leinwand                     | Stiftung Langmatt Sidney und Jenny Brown, 1988                         | Baden                 | 170/GZ           | 46,2 × 55,1   |
|                                                                                   | 1893      | Paysanne assise et paysanne agenouillée                                           | 858     | 1009    | Öl auf Leinwand                     | Murauchi Art Museum, 1995                                              | Hachioji              |                  | 46,6 × 55     |
| Laveuse à Éragny                                                                  | 1893      | Laveuse à Éragny                                                                  | 861     | 1010    | Öl auf Leinwand                     | Metropolitan Museum of Art, 1964                                       | New York              | 1964–64.154.1    | 45,7 × 38,1   |
|                                                                                   | 1893      | Bergère appuyée contre un arbre, Éragny                                           | 863     | 1011    | Öl auf Leinwand                     | Privatsammlung, USA (2003)                                             |                       |                  | 46 × 38       |
|                                                                                   | 1893      | La Récolte des pommes de terre, Pontoise                                          | 859     | 1012    | Öl auf Leinwand                     | Verkauf bei Christie’s, London, 2000                                   |                       |                  | 46 × 55       |
|                                                                                   | 1893      | Le Marché aux grains à Pontoise                                                   | 862     | 1013    | Öl auf Leinwand                     | Privatsammlung                                                         |                       |                  | 46 × 38       |
|                                                                                   | 1893      | Vue de Bazincourt, le grand noyer, matinée d’automne                              |         | 1014    | Öl auf Leinwand                     | Privatsammlung                                                         |                       |                  | 53,3 × 64,8   |
|                                                                                   | 1893      | Vue de Bazincourt, soleil couchant                                                | 853     | 1015    | Öl auf Leinwand                     | Privatsammlung, Frankreich                                             |                       |                  | 38 × 46       |
|                                                                                   | c. 1893   | Le pré à Bazincourt, automne                                                      |         | 1016    | Öl auf Leinwand                     | Verkauf bei Christie’s, New York, 2001                                 |                       |                  | 19,5 × 27     |
|                                                                                   | 1893      | Paysage d’hiver, vue de Bazincourt                                                | 831     | 1017    | Öl auf Holz                         | Verkauf bei Parke Bernet, New York, 1967                               |                       |                  | 24 × 32,5     |
|                                                                                   | 1894      | Effet de neige à Éragny                                                           | 867     | 1018    | Öl auf Leinwand                     | Musée d’Orsay, 1986                                                    | Paris                 | R.F. 2014        | 73,5 × 92,5   |
|                                                                                   | 1894      | Vue de Bazincourt, effet de neige, temps gris                                     | 872     | 1019    | Öl auf Leinwand                     | – unbekannt –                                                          |                       |                  | 54 × 65       |
|                                                                                   | 1894      | Vue de Bazincourt, effet de neige, soir                                           | 869     | 1020    | Öl auf Leinwand                     | Ordrupgaard, 1951                                                      | Kopenhagen            | 201 WH           | 54,5 × 65     |
|                                                                                   | 1894      | Neige, soleil vouchant, Éragny                                                    | 870     | 1021    | Öl auf Leinwand                     | New Orleans Museum of Art (1977)                                       | New Orleans           |                  | 61 × 82,6     |
|                                                                                   | 1894      | Le Grand Noyer, gelée blanche par soleil, Éragny                                  | 871     | 1022    | Öl auf Leinwand                     | Mahmoud-Khalil-Museum, 1960                                            | Giseh                 | 102              | 73 × 92       |
|                                                                                   | 1894      | Le Pommier, effet de neige à Éragny                                               | 868     | 1023    | Öl auf Leinwand                     | Dixon Gallery and Gardens, 1996                                        | Memphis               | 1996.2.9         | 54 × 65       |
|                                                                                   | c. 1894   | Vue de Bazincourt, brouillard                                                     | *²      | 1024    | Öl auf Leinwand                     | Verkauf bei Sotheby’s, London, 2004                                    |                       |                  | 33 × 41       |
|                                                                                   | 1894      | Le Pommier, ciel rouge, Éragny                                                    | 873     | 1025    | Öl auf Leinwand                     | – Gestohlen bei Ester Koplowitz, Madrid (2001) -                       |                       |                  | 54 × 65       |
| Le Pommier, soleil couchant, Éragny                                               | 1894      | Le Pommier, soleil couchant, Éragny                                               | 874     | 1026    | Öl auf Leinwand                     | Baron Hans Heinrich Thyssen-Bornemisza, Lugano und Madrid (1998)       |                       |                  | 27,3 × 35,6   |
|                                                                                   | 1894      | La Feme de Bazincourt, vue du pré à Éragny                                        | 875     | 1027    | Öl auf Leinwand                     | Prentice Cobb Hale (1959)                                              |                       |                  | 46 × 55       |
| Pommiers à Éragny, automne                                                        | 1894      | Pommiers à Éragny, automne                                                        | 685     | 1028    | Öl auf Leinwand                     | – unbekannt –                                                          |                       |                  | 60,5 × 74     |
|                                                                                   | 1894      | Poirers en fleur, Éragny                                                          | 876     | 1029    | Öl auf Leinwand                     | Privatsammlung (1957)                                                  |                       |                  | 54 × 65       |
| L’Atelier d’Éragny, pruniers en fleur                                             | 1894      | L’Atelier d’Éragny, pruniers en fleur                                             | 877     | 1030    | Öl auf Leinwand                     | Ordrupgaard, 1951                                                      | Kopenhagen            | 267 WH           | 60 × 73       |
|                                                                                   | 1894      | Le Grand Noyer au printemps, Éragny                                               | 878     | 1031    | Öl auf Leinwand                     | Verkauf bei Sotheby’s, New York, 1999                                  |                       |                  | 60 × 73       |
|                                                                                   | 1894      | Sous la tonnelle au printemps à Éragny                                            | 879     | 1032    | Öl auf Leinwand                     | Verkauf bei Christie’s, New York, 1994                                 |                       |                  | 54 × 65       |
|                                                                                   | c. 1894   | Paul-Émile écrivant                                                               | 866     | 1033    | Öl auf Leinwand                     | Verkauf bei Christie’s, New York, 1980                                 |                       |                  | 46,3 × 38,2   |
| Le Pont de la Clef à Bruges, Belgique                                             | 1894–1903 | Le Pont de la Clef à Bruges, Belgique                                             | 1277    | 1034    | Öl auf Leinwand                     | City Art Galleries, 1946                                               | Manchester            | 1946.69          | 46,4 × 55,2   |
|                                                                                   | 1894      | L’Église Marguerite à Knokke                                                      | 890     | 1035    | Öl auf Leinwand                     | Musée d’Orsay, 1986                                                    | Paris                 | R.F. 1937–53     | 54,5 × 65,5   |
| Le Village de Knokke                                                              | 1894      | Le Village de Knokke                                                              | 889     | 1036    | Öl auf Leinwand                     | Musée Petit Palais, 1920                                               | Paris                 | 630              | 54 × 65       |
|                                                                                   | 1894      | Coin du village de Knokke, église marguerite                                      | 891     | 1037    | Öl auf Leinwand                     | Privatsammlung, Schweiz (1967)                                         |                       |                  | 54 × 65       |
|                                                                                   | 1894–1902 | Le Viezx-Moulin à Knokke                                                          | 883     | 1038    | Öl auf Leinwand                     | Tel Aviv Museum of Art, 1994                                           | Tel Aviv              | TAMA 1525/10     | 65,8 × 80,7   |
|                                                                                   | 1894      | L’Église Marguerite à Knokke                                                      | 884     | 1039    | Öl auf Leinwand                     | Verkauf bei Sotheby’s, New York, 1997                                  |                       |                  | 60 × 81       |
|                                                                                   | 1894      | Le Jardin du presbytère à Knokke                                                  | 888     | 1040    | Öl auf Leinwand                     | Norton Museum of Art, 1953                                             | West Palm Beach       | 53.152           | 65 × 81       |
|                                                                                   | 1894      | Maisons à Knokke                                                                  | 880     | 1041    | Öl auf Leinwand                     | Verkauf bei Sotheby Parke Bernet, New York, 1980                       |                       |                  | 44,5 × 53,5   |
|                                                                                   | 1894      | Maisons à Knokke                                                                  | 881     | 1042    | Öl auf Leinwand                     | Teheran Museum of Contemporary Art, 1975                               | Teheran               |                  | 65 × 81       |
|                                                                                   | 1894      | La Maison rose à Knokke                                                           | 892     | 1043    | Öl auf Leinwand                     | Collection Moshe und Sara Mayer, Tel Aviv                              |                       |                  | 55 × 46       |
|                                                                                   | 1894      | Le Kalfmolen à Knokke                                                             | 882     | 1044    | Öl auf Leinwand                     | Verkauf bei Christie’s, New York, 1992                                 |                       |                  | 54 × 65       |
|                                                                                   | 1894–1902 | Les Dunes à Knokke, effet de soleil                                               | 886     | 1045    | Öl auf Leinwand                     | Verkauf bei Christie’s, New York, 2001                                 |                       |                  | 54 × 65       |
|                                                                                   | c. 1894   | Les Dunes à Knokke, esquisse                                                      | 887     | 1046    | Öl auf Leinwand                     | Verkauf bei Drouot, Paris (1995)                                       |                       |                  | 65 × 81       |
|                                                                                   | 1894      | Vue de Zevekote, Knokke                                                           | 885     | 1047    | Öl auf Leinwand                     | Verkauf bei Drouot Montaigne, Paris (1992)                             |                       |                  | 48 × 65       |
|                                                                                   | 1894      | Femme se coiffant                                                                 | 864     | 1048    | Öl auf Leinwand                     | – unbekannt –                                                          |                       |                  | 46 × 38       |
|                                                                                   | 1894      | Le Clocher d’Éragny vue de l’atelier                                              | 893     | 1049    | Öl auf Leinwand                     | Privatsammlung                                                         |                       |                  | 35 × 27       |
|                                                                                   | c. 1894   | La Maison de la Sourde et le clocher d’Éragny                                     | *       | 1050    | Öl auf Holz                         | Verkauf bei Hôtel des Ventes, Enghien (1988)                           |                       |                  | 20,5 × 15,5   |
| Automne, peupliers, Éragny                                                        | 1894      | Automne, peupliers, Éragny                                                        | 894     | 1051    | Öl auf Leinwand                     | Denver Art Museum, 1935                                                | Denver                | 1935.16          | 81,4 × 60,6   |
|                                                                                   | c. 1894   | Paysan et paysanne dans le pré, Éragny, effet d’automne                           | 895     | 1052    | Öl auf Leinwand                     | – unbekannt –                                                          |                       |                  | 26 × 19,5     |
|                                                                                   | 1894      | Pommiers dans le pré à Éragny                                                     | 899     | 1053    | Öl auf Leinwand                     | Fred Jones Jr. Museum of Art, 2000                                     | Norman (Oklahoma)     | 2000.013.014     | 66,6 × 82     |
| À Éragny, dans mon pré, soleil couchant                                           | 1894      | À Éragny, dans mon pré, soleil couchant                                           | 896     | 1054    | Öl auf Leinwand                     | Musée Malraux, 2004                                                    | Le Havre              | 2004–3–55        | 38 × 46       |
|                                                                                   | 1894      | Prairies de Bazincourt, automne                                                   | 897     | 1055    | Öl auf Leinwand                     | Verkauf bei Christie’s, London, 1989                                   |                       |                  | 46 × 55       |
|                                                                                   | 1894      | Peupiers à Éragny, soleil couchant                                                |         | 1056    | Öl auf Leinwand                     | Nelson-Atkins Museum of Art, 1944                                      | Kansas City           | 44–41/2          | 73,5 × 60,7   |
|                                                                                   | 1894      | Baigneuses                                                                        | 898     | 1057    | Öl auf Leinwand                     | Luis Lama, Chile                                                       |                       |                  | 38 × 46       |
|                                                                                   | 1894      | Deux Baigneuses agenouillées                                                      |         | 1068    | Öl auf Leinwand                     | Privatsammlung (1989)                                                  |                       |                  | 27 × 35       |
|                                                                                   | 1894      | Paysanne passant le gué                                                           | 900     | 1059    | Öl auf Leinwand                     | – unbekannt –                                                          |                       |                  | 46 × 38       |
| Le Bain de pieds                                                                  | 1894      | Le Bain de pieds                                                                  | 901     | 1060    | Öl auf Leinwand                     | Indianapolis Museum of Art, 1948                                       | Indianapolis          | 48.17            | 33,3 × 41,3   |
| Le Bain de pieds                                                                  | 1895      | Le Bain de pieds                                                                  | 903     | 1061    | Öl auf Leinwand                     | The Art Institute of Chicago, 2000                                     | Chicago               | 1999.634         | 73 × 92       |
| Bagneuse                                                                          | 1895      | Bagneuse                                                                          | 904     | 1062    | Öl auf Leinwand                     | Metropolitan Museum of Art, 1929                                       | New York              | 1929–29.100.126  | 60,3 × 73     |
| Jeune paysanne nue debout                                                         | 1895      | Jeune paysanne nue debout                                                         | 937     | 1063    | Öl auf Leinwand                     | National Gallery of Art, 1963                                          | Washington            | 1963.10.54       | 35,3 × 27,3   |
| Femme nue de dos dans un intérieur                                                | 1895      | Femme nue de dos dans un intérieur                                                | 936     | 1064    | Öl auf Leinwand                     | Verkauf bei Sotheby’s, New York, 2002                                  |                       |                  | 41 × 33       |
|                                                                                   | 1895      | Les Lavandières, Éragny                                                           | 933     | 1065    | Öl auf Leinwand                     | Privatsammlung                                                         |                       |                  | 38 × 46       |
| Effet de neige à Éragny                                                           | 1895      | Effet de neige à Éragny                                                           | 905     | 1066    | Öl auf Leinwand                     | Casa Museu Eva Klabin                                                  | Lagoa, Rio de Janeiro |                  | 43 × 51       |
|                                                                                   | 1895      | Effet de neige, soleil couchant, Éragny                                           | 906     | 1067    | Öl auf Leinwand                     | Privatsammlung                                                         |                       |                  | 65 × 54       |
|                                                                                   | 1895      | Le Pommier, gelée blanche à Éragny                                                | 738     | 1068    | Öl auf Leinwand                     | Verkauf bei Sotheby’s, London, 1993                                    |                       |                  | 54 × 65       |
|                                                                                   | ca. 1895  | Peupliers en hiver, effet de neige, Éragny                                        | 907     | 1069    | Öl auf Leinwand                     | Verkauf bei Nouveau Drouot, Paris (1986)                               |                       |                  | 46 × 38       |
|                                                                                   | 1895      | Neige et givre à Éragny                                                           | 908     | 1070    | Öl auf Leinwand                     | Fisher Foundation Collection, Marshalltown (Iowa)                      |                       |                  | 59,7 × 73     |
|                                                                                   | 1895      | Effet de neige à Éragny, avec un pommier                                          | 909     | 1071    | Öl auf Leinwand                     | Fitzwilliam-Museum, 1963                                               | Cambridge             | PD. 974–1963     | 38,2 × 46,2   |
|                                                                                   | 1895      | Le Clocher d’Éragny et la Maison de la Sourde, effet de neige                     | 910     | 1072    | Öl auf Leinwand                     | Privatsammlung, New York (1963)                                        |                       |                  | 46 × 55       |
| Peupliers, effet de soleil, hiever Éragny                                         | 1895      | Peupliers, effet de soleil, hiever Éragny                                         | 911     | 1073    | Öl auf Leinwand                     | Museum of Fine Arts, 1919                                              | Boston                | 19.1321          | 82,3 × 61,5   |
|                                                                                   | 1895      | Peupliers, temps gris, Éragny                                                     | 740     | 1074    | Öl auf Leinwand                     | Art Gallery of Ontario, 1949                                           | Toronto               | 1949–49/20       | 61 × 74,4     |
|                                                                                   | 1895      | Femmes dans un clos, printemps, temps gris, Éragny                                | 912     | 1075    | Öl auf Leinwand                     | Art Gallery of Ontario, 1933                                           | Toronto               | 1933–2111        | 60,2 × 73,2   |
|                                                                                   | 1895      | Le Grand Noyer et pommiers en fleur à Éragny                                      | 916     | 1076    | Öl auf Leinwand                     | Privatsammlung (1965)                                                  |                       |                  | 73 × 60       |
|                                                                                   | 1895      | Pommiers en fleur, Éragny                                                         | 918     | 1077    | Öl auf Leinwand                     | Fujikawa Galleries, Tokio                                              |                       |                  | 45,5 × 54,5   |
|                                                                                   | 1895      | Pommiers en fleur, Éragny                                                         | 921     | 1078    | Öl auf Leinwand                     | Verkauf bei Christie’s, New York, 1997                                 |                       |                  | 73,8 × 92,8   |
|                                                                                   | 1895      | Le Pré, soleil, Éragny                                                            | 922     | 1079    | Öl auf Leinwand                     | Privatsammlung                                                         |                       |                  | 54 × 65       |
|                                                                                   | ca. 1895  | Le jardin d’Éragny                                                                | 914     | 1080    | Öl auf Leinwand                     | Verkauf bei Sotheby’s, New York, 1988                                  |                       |                  | 60 × 73       |
|                                                                                   | 1895      | Vue de Bazincourt                                                                 | 919     | 1081    | Öl auf Leinwand                     | Verkauf bei Drouot, Paris (1995)                                       |                       |                  | 54 × 65       |
| Les Peupliers, Éragny, soleil                                                     | 1895      | Les Peupliers, Éragny, soleil                                                     | 920     | 1082    | Öl auf Leinwand                     | Metropolitan Museum of Art, 1967                                       | New York              | 1967–67.187.93   | 92,7 × 64,8   |
|                                                                                   | 1895      | Le Grand Noyer dans le prè à Éragny                                               | 917     | 1083    | Öl auf Leinwand                     | Privatsammlung, Paris                                                  |                       |                  | 65 × 81       |
|                                                                                   | 1895      | Clos à Éragny, printemps                                                          | 913     | 1084    | Öl auf Leinwand                     | Verkauf bei Christie’s, New York, 1980                                 |                       |                  | 60 × 73       |
|                                                                                   | 1895      | Le Pré à Éragny                                                                   | 923     | 1085    | Öl auf Leinwand                     | Privatsammlung                                                         |                       |                  | 54 × 65       |
|                                                                                   | 1895      | Le Lavoir dans le pré, Éragny                                                     | 925     | 1086    | Öl auf Leinwand                     | Privatsammlung (1985)                                                  |                       |                  | 54 × 65       |
|                                                                                   | ca. 1895  | Le Clocher de Bazincourt                                                          | 928     | 1087    | Öl auf Leinwand                     | Verkauf bei Sotheby’s, New York, 2001                                  |                       |                  | 65,1 × 59,4   |
|                                                                                   | ca. 1895  | Vue d’Éragny, esquisse                                                            | 927     | 1088    | Öl auf Leinwand                     | Verkauf bei Sotheby’s, London, 2005                                    |                       |                  | 54,6 × 65,4   |
|                                                                                   | 1895      | Église et manoir d’Éragny, soleil couchant                                        | 929     | 1090    | Öl auf Leinwand                     | Musée d’Orsay, 1986                                                    | Paris                 | R.F. 1937–59     | 60 × 73,4     |
| Pommiers et faneuses, Éragny                                                      | 1895      | Pommiers et faneuses, Éragny                                                      | 915     | 1091    | Öl auf Leinwand                     | Michael Borghi, New York (1988)                                        |                       |                  | 60 × 73       |
|                                                                                   | 1895      | La Meule, soleil couchant, Éragny                                                 | 841     | 1092    | Öl auf Leinwand                     | Joseph Wilf, New York                                                  |                       |                  | 54 × 65       |
|                                                                                   | 1895      | La Cour de la mère Lucien, Éragny                                                 | 926     | 1093    | Öl auf Leinwand                     | Galerie Pierre Lévy, Paris (1998)                                      |                       |                  | 54,7 × 66     |
| Automne à Éragny                                                                  | 1895      | Automne à Éragny                                                                  |         | 1094    | Öl auf Leinwand                     | Nationalmuseum für westliche Kunst, 1959                               | Tokio                 | P. 1959–164      | 38 × 46       |
|                                                                                   | 1895      | L’Abreuvoir à Éragny                                                              | 924     | 1095    | Öl auf Leinwand                     | Louvre, 1977                                                           | Paris                 | R.F. 1961–66     | 55 × 65       |
|                                                                                   | 1895      | La Femme aux oies, Éragny                                                         | 931     | 1096    | Öl auf Leinwand                     | Privatsammlung                                                         |                       |                  | 55,5 × 46,5   |
|                                                                                   | 1895      | Le Marché à Gisors                                                                | 932     | 1097    | Öl auf Leinwand                     | Nelson-Atkins Museum of Art, 1933                                      | Kansas City           | 33–150           | 46,3 × 38,3   |
| La Ravaudeuse dite «la Rosa»                                                      | 1895      | La Ravaudeuse dite «la Rosa»                                                      | 934     | 1098    | Öl auf Leinwand                     | The Art Institute of Chicago, 1959                                     | Chicago               | 1959.636         | 65,2 × 53,8   |
| Femme tirant son bas                                                              | 1895      | Femme tirant son bas dite «la Rosa»                                               | 935     | 1099    | Öl auf Leinwand                     | Verkauf bei Sotheby’s, London, 2001                                    |                       |                  | 38 × 46       |
| Paysanne portant une manne                                                        | ca. 1895  | Paysanne portant une manne                                                        | 735     | 1100    | Öl auf Zinkplatte                   | Musée du Docteur Faure                                                 | Aix-les-Bains         | 4871             | 15,5 × 11,8   |
|                                                                                   | ca. 1895  | Baigneuses                                                                        | 939     | 1101    | Öl auf Leinwand                     | Privatsammlung                                                         |                       |                  | 41 × 33       |
|                                                                                   | 1895      | Baigneuses                                                                        | 902     | 1102    | Öl auf Leinwand                     | – unbekannt –                                                          |                       |                  | 38,5 × 46     |
|                                                                                   | ca. 1895  | Baigneuse debout et baigneuse agenouillée                                         | 941     | 1103    | Öl auf Leinwand                     | Nikon Television Corporation, Japan                                    |                       |                  | 33 × 41       |
|                                                                                   | 1895      | Quatre baigneuses discutant au bor de l’eau                                       |         | 1104    | Öl auf Leinwand                     | Privatsammlung                                                         |                       |                  | 35,5 × 27     |
|                                                                                   | ca. 1895  | Baigneuse accroupie au bord de l’eau                                              |         | 1105    | Öl [auf Leinwand?]                  | – unbekannt –                                                          |                       |                  | 33,5 × 24,5   |
|                                                                                   | c. 1896   | Baigneuse les pieds dans l’eau                                                    |         | 1106    | Öl auf Leinwand                     | Privatsammlung, USA                                                    |                       |                  | 22,2 × 16,2   |
|                                                                                   | ca. 1896  | Trois baigneuses sortant du bain, étude                                           | 938     | 1107    | Öl auf Leinwand                     | Hiroshima Museum of Art, 1973                                          | Hiroshima             | B17              | 65 × 54       |
|                                                                                   | 1896      | Trois baigneuses sortant du bain                                                  | 940     | 1108    | Öl auf Leinwand                     | Verkauf bei Christie’s, New York, 1994                                 |                       |                  | 74 × 92       |
|                                                                                   | ca. 1896  | Paysage avec deux baigneuses                                                      | 810     | 1109    | Öl auf Leinwand                     | – unbekannt –                                                          |                       |                  | 14,5 × 12     |
|                                                                                   | ca. 1896  | Femme en chemise, près d’un lit                                                   | 942     | 1110    | Öl auf Leinwand                     | Verkauf bei Drouot, Paris (1995)                                       |                       |                  | 41 × 33       |
|                                                                                   | 1896      | La Petite Bonne dite «la Rosa»                                                    | 943     | 1111    | Öl auf Leinwand                     | Whitworth Art Gallery, 1999                                            | Manchester            | L. 1971.1        | 60,9 × 50,1   |
|                                                                                   | 1896      | Petite bonne flamande dite «la Rosa»                                              | 944     | 1112    | Öl auf Leinwand                     | Privatsammlung                                                         |                       |                  | 54,5 × 45,1   |
|                                                                                   | 1896      | Tête de jeune fille de profil dite «la Rosa»                                      |         | 1113    | Öl auf Leinwand                     | – unbekannt –                                                          |                       |                  | 55 × 46       |
|                                                                                   | 1896      | Les Toits du vieux Rouen, cathédrale Notre-Dame, tempsgris                        | 973     | 1114    | Öl auf Leinwand                     | The Toledo Museum of Art, 1951                                         | Toledo (Ohio)         | 1951.36          | 72,3 × 91,4   |
|                                                                                   | 1896      | Les Toits du vieux Rouen, soleil                                                  | 947     | 1115    | Öl auf Leinwand                     | Privatsammlung                                                         |                       |                  | 65 × 54,5     |
| Le Pont Boieldieu à Rouen, temps mouillé                                          | 1896      | Le Pont Boieldieu à Rouen, temps mouillé                                          | 948     | 1116    | Öl auf Leinwand                     | Art Gallery of Ontario, 1937                                           | Toronto               | 1937–2415        | 73,6 × 91,4   |
|                                                                                   | 1896      | Le Pont Boieldieu à Rouen, Soleil couchant                                        | 952     | 1117    | Öl auf Leinwand                     | Birmingham Museum of Art, 1950                                         | Birmingham            | P23’50           | 74,2 × 92,5   |
| Le Pont Boieldieu à Rouen, Soleil couchant, fumées                                | 1896      | Le Pont Boieldieu à Rouen, Soleil couchant, fumées                                | 953     | 1118    | Öl auf Leinwand                     | Musée des beaux-arts de Rouen, 2000                                    | Rouen                 | D. 2000.1.1      | 64 × 65       |
|                                                                                   | 1896      | Le Pont Boieldieu à Rouen, brouillard                                             |         | 1119    | Öl auf Leinwand                     | – unbekannt –                                                          |                       |                  | 46 × 55       |
|                                                                                   | 1896      | Crue de la Seine, pont Boieldieu, Rouen                                           | 955     | 1120    | Öl auf Leinwand                     | Privatsammlung, Japan                                                  |                       |                  | 55 × 65,5     |
|                                                                                   | 1896      | La Seine à Rouen, pont Boieldieu, esquisse                                        | 954     | 1121    | Öl auf Leinwand                     | Privatsammlung, Paris                                                  |                       |                  | 54 × 65       |
| La Seine à Rouen, Saint-Sever                                                     | 1896      | La Seine à Rouen, Saint-Sever                                                     | 957     | 1122    | Öl auf Leinwand                     | Musée d’Orsay, 1986                                                    | Paris                 | R.F.1972–31      | 65,5 × 92     |
| La Seine à Rouen, Saint-Sever, fumées                                             | 1896      | La Seine à Rouen, Saint-Sever, fumées                                             | 958     | 1123    | Öl auf Leinwand                     | Metropolitan Museum of Art, 1958                                       | New York              | 1958–58.133      | 45,7 × 54,6   |
|                                                                                   | 1896      | Le Pont Corneille à Rouen, temps gris                                             | 963     | 1124    | Öl auf Leinwand                     | National Gallery of Canada, 1923                                       | Ottawa                | 2892             | 66,1 × 91,5   |
|                                                                                   | 1896      | Le Pont Corneille à Rouen, effet du matin                                         | 962     | 1125    | Öl auf Leinwand                     | Privatsammlung                                                         |                       |                  | 73 × 92       |
|                                                                                   | 1896      | Pont Corneille et faubourg Saint-Sever à Rouen, temps couvert                     | 966     | 1126    | Öl auf Leinwand                     | Verkauf im Hôtel des Ventes, Enghien (1979)                            |                       |                  | 54 × 65,5     |
| Pont Corneille à Rouen, brume du matin                                            | 1896      | Pont Corneille à Rouen, brume du matin                                            | 961     | 1127    | Öl auf Leinwand                     | Privatsammlung, Frankreich                                             |                       |                  | 73 × 92       |
|                                                                                   | c. 1896   | Le Pont Corneille à Rouen, effet de brouillard                                    | 972     | 1128    | Öl auf Leinwand                     | – unbekannt –                                                          |                       |                  | 54 × 65       |
| Autoportrait à la palette                                                         | c. 1896   | Autoportrait à la palette                                                         | 1115    | 1129    | Öl auf Leinwand                     | Dallas Museum of Art, 1985                                             | Dallas                | 1985.R.44        | 52 × 60,5     |
| Autoportrait, avec béret et lunettes                                              | c. 1896   | Autoportrait, avec béret et lunettes                                              | 1114    | 1130    | Öl auf Leinwand                     | Privatsammlung (1973)                                                  |                       |                  | 35,5 × 32     |
|                                                                                   | 1896      | Le Jardin d’Éragny, sous le grand noyer                                           | 976     | 1131    | Öl auf Leinwand                     | Privatsammlung, Japan                                                  |                       |                  | 73 × 92       |
|                                                                                   | 1896      | Femme et enfant dans un pré, soleil couchant, Éragny                              | 977     | 1132    | Öl auf Leinwand                     | Privatsammlung                                                         |                       |                  | 81,5 × 66     |
|                                                                                   | c. 1896   | Femme écossant des pos, Éragny                                                    | 980     | 1133    | Öl auf Leinwand                     | Susan Cunliffe-Lister                                                  |                       |                  | 46 × 38       |
| Le Clos à Éragny                                                                  | 1896      | Le Clos à Éragny                                                                  |         | 1134    | Öl auf Leinwand                     | Baron Hans Heinrich Thyssen-Bornemisza, Lugano und Madrid              |                       |                  | 54,3 × 65     |
|                                                                                   | 1896      | Meule et vaches dans le pré à Éragny                                              | 974     | 1135    | Öl auf Leinwand                     | Verkauf bei Christie’s, New York, 1980                                 |                       |                  | 54,4 × 65,2   |
|                                                                                   | 1896      | Pommiers et meules de foin dans le pré, Éragny                                    | 1072    | 1136    | Öl auf Leinwand                     | Verkauf bei Sotheby’s, New York, 2003                                  |                       |                  | 73 × 92       |
|                                                                                   | c. 1896   | Jeanne Pissarro dite Cocotte, en buste                                            | 827     | 1137    | Öl auf Leinwand                     | Israel Museum, 1985                                                    | Jerusalem             | B85.419          | 46 × 38       |
|                                                                                   | 1896      | Les Ponts Boieldieu et Corneille à Rouen, soleil                                  | 949     | 1138    | Öl auf Leinwand                     | Verkauf bei Christie’s, New York, 2001                                 |                       |                  | 55 × 65,8     |
|                                                                                   | 1896      | Les Ponts Boieldieu et Corneille à Rouen, effet de pluie                          | 950     | 1139    | Öl auf Leinwand                     | Staatliche Kunsthalle, 1963                                            | Karlsruhe             | 2488             | 73 × 92       |
| Les Ponts Boieldieu à Rouen, matin, temps mouillé                                 | 1896      | Les Ponts Boieldieu à Rouen, matin, temps mouillé                                 | 964     | 1140    | Öl auf Leinwand                     | Metropolitan Museum of Art, 1980                                       | New York              | 1980.21.1        | 54,3 × 65,1   |
|                                                                                   | 1896      | Le Pont Boieldieu et le faubourg Saint-Sever à Rouen                              | 956     | 1141    | Öl auf Leinwand                     | Carnegie Museum of Art, 1900                                           | Pittsburgh            | 00.9             | 74,1 × 92,1   |
|                                                                                   | 1896      | Le Pont Bouieldieu à Rouen, effet de brume                                        | 951     | 1142    | Öl auf Leinwand                     | Frederick Klingenstein, Rye (N.Y.) (c. 1993)                           |                       |                  | 50 × 61       |
|                                                                                   | 1896      | La Gare d’Orléans, Saint-Sever, Rouen, effet de brume                             | 971     | 1143    | Öl auf Leinwand                     | North Carolina Museum of Art, 1974                                     | Raleigh               | 67.26.1          | 60,3 × 87     |
|                                                                                   | 1896      | La Gare d’Orléans, Saint-Sever, Rouen                                             | 970     | 1144    | Öl auf Leinwand                     | Privatsammlung                                                         |                       |                  | 73 × 92       |
|                                                                                   | 1896      | Les Docks, Saint-Sever, Rouen                                                     | 968     | 1145    | Öl auf Leinwand                     | Verkauf bei Sotheby’s, New York, 1997                                  |                       |                  | 54 × 65,1     |
|                                                                                   | 1896      | Quai de la Bourse à Rouen, soleil couchant                                        | 946     | 1146    | Öl auf Leinwand                     | Privatsammlung, Japan                                                  |                       |                  | 46 × 55       |
|                                                                                   | 1896      | Vue sur le quai Cavelier-de-La-Salle, Rouen                                       | 959     | 1147    | Öl auf Leinwand                     | Privatsammlung                                                         |                       |                  | 50 × 61       |
|                                                                                   | 1896      | Déchargement de bois, quai de la Bourse à Rouen, soleil couchant                  | 965     | 1148    | Öl auf Leinwand                     | Verkauf bei Christie’s, New York, 1983                                 |                       |                  | 57 × 73,5     |
| Quai de la Bourse, Rouen, soleil voilé                                            | 1896      | Quai de la Bourse, Rouen, soleil voilé                                            | 960     | 1149    | Öl auf Leinwand                     | Hunterian Art Gallery                                                  | Glasgow               | GLAHN 43778      | 57,1 × 73,5   |
|                                                                                   | 1896      | Quai de la Bourse, Rouen, fin de journée                                          | 967     | 1150    | Öl auf Leinwand                     | Privatsammlung                                                         |                       |                  | 54 × 65       |
|                                                                                   | 1896      | Déchargement de tonneaux, quai de la Bourse à Rouen, temps mouillé                |         | 1151    | Öl auf Leinwand                     | Verkauf bei Christie’s, London, 2004                                   |                       |                  | 50,2 × 60,8   |
|                                                                                   | 1896      | Déchargement de tonneaux, quai de la Bourse à Rouen, effet de pluie               | 969     | 1152    | Öl auf Leinwand                     | Privatsammlung (1956)                                                  |                       |                  | 60 × 82       |
| La Rue Saint-Lazare, effet de soleil                                              | c. 1897   | La Rue Saint-Lazare, effet de soleil                                              | 981     | 1153    | Öl auf Leinwand                     | Ordrupgaard, 1951                                                      | Kopenhagen            | 300 WH           | 35 × 27       |
|                                                                                   | 1897      | La Rue Saint-Lazare, brume                                                        | 985     | 1154    | Öl auf Leinwand                     | Frederick S. Mendel, Saskatoon (Kanada), (c. 1953)                     |                       |                  | 35 × 28       |
|                                                                                   | 1897      | La Rue Saint-Lazare sous la neige                                                 | *       | 1155    | Öl auf Leinwand                     | Privatsammlung (1987)                                                  |                       |                  | 27 × 35       |
|                                                                                   | 1897      | La Place du Havre, effet de pluie                                                 | 982     | 1156    | Öl auf Leinwand                     | Privatsammlung                                                         |                       |                  | 33 × 41       |
|                                                                                   | 1897      | La Place du Havre, d’Amsterdam                                                    | 983     | 1157    | Öl auf Leinwand                     | Privatsammlung, USA (1996)                                             |                       |                  | 27 × 35       |
|                                                                                   | 1897      | La Rue d’Amsterdam et la gare Saint-Lazare                                        | 984     | 1158    | Öl auf Leinwand                     | Privatsammlung, New York                                               |                       |                  | 35 × 27       |
|                                                                                   | 1897      | Le Boulevard Montmartre, temps gris                                               | 986     | 1159    | Öl auf Leinwand                     | Privatsammlung                                                         |                       |                  | 55 × 65       |
| Le Boulevard Montmartre, matin d’hiver                                            | 1897      | Le Boulevard Montmartre, matin d’hiver                                            | 987     | 1160    | Öl auf Leinwand                     | Metropolitan Museum of Art, 1960                                       | New York              | 60.174           | 64,8 × 81,3   |
|                                                                                   | 1897      | Le Boulevard Montmartre, matin, temps de pluie                                    | 988     | 1161    | Öl auf Leinwand                     | Privatsammlung                                                         |                       |                  | 52,5 × 66     |
|                                                                                   | 1897      | Le Boulevard Montmartre, brume du matin                                           | 990     | 1162    | Öl auf Leinwand                     | Privatsammlung, New Jersey                                             |                       |                  | 54 × 65       |
| Le Boulevard Montmartre, mardi gras, après-midi                                   | 1897      | Le Boulevard Montmartre, mardi gras, après-midi                                   | 995     | 1163    | Öl auf Leinwand                     | UCLA Hammer Museum, 1971                                               | Los Angeles           | AH. 90.54        | 63,5 × 77,5   |
| Le Boulevard Montmartre, mardi gras, soleil couchant                              | 1897      | Le Boulevard Montmartre, mardi gras, soleil couchant                              | 997     | 1164    | Öl auf Leinwand                     | Kunstmuseum Winterthur, 1947                                           | Winterthur            | 756              | 54 × 65       |
| Le Boulevard Montmartre, après-midi                                               | 1897      | Le Boulevard Montmartre, après-midi                                               | 993     | 1165    | Öl auf Leinwand                     | Eremitage, 1948                                                        | Sankt Petersburg      | 9002             | 73 × 92       |
| Le Boulevard Montmartre, temps lumineux                                           | 1897      | Le Boulevard Montmartre, temps lumineux                                           | 992     | 1166    | Öl auf Leinwand                     | National Gallery of Victoria, 1905                                     | Melbourne             | 204.2            | 73 × 92       |
|                                                                                   | 1897      | Le Boulevard Montmartre, printemps, pluie                                         | *       | 1167    | Öl auf Leinwand                     | Privatsammlung                                                         |                       |                  | 54,1 × 65,1   |
| Le Boulevard Montmartre, effet de nuit                                            | c. 1897   | Le Boulevard Montmartre, effet de nuit                                            | 994     | 1168    | Öl auf Leinwand                     | The National Gallery, 1950                                             | London                | NG 4119          | 53,5 × 65     |
| Le Boulevard Montmartre, mi-carême                                                | 1897      | Le Boulevard Montmartre, mi-carême                                                | 996     | 1169    | Öl auf Leinwand                     | Fogg Art Museum, 1951                                                  | Cambridge (Mass.)     | 1951.58          | 62,2 × 78,7   |
| Le Boulevard Montmartre, fin de journée                                           | 1897      | Le Boulevard Montmartre, fin de journée                                           | 989     | 1170    | Öl auf Leinwand                     | Privatsammlung, Schweiz                                                |                       |                  | 54 × 65       |
| Le Boulevard Montmartre, matinée de printemps                                     | 1897      | Le Boulevard Montmartre, matinée de printemps                                     | 991     | 1171    | Öl auf Leinwand                     | Israel Museum, 1997                                                    | Jerusalem             | B97.0080         | 65 × 81       |
| Boulevard Montmartre, printemps                                                   | 1897      | Le Boulevard Montmartre, printemps                                                | 998     | 1172    | Öl auf Leinwand                     | Stiftung Langmatt Sidney und Jenny Brown                               | Baden                 | 171/GZ           | 46,2 × 55     |
|                                                                                   | 1897      | Le Boulevard des Italiens, aprè-midi, effet de soleil                             | 999     | 1173    | Öl auf Leinwand                     | Privatsammlung (1958)                                                  |                       |                  | 73 × 92       |
| Le Boulevard des Italiens, matin                                                  | 1897      | Le Boulevard des Italiens, matin                                                  | 1000    | 1174    | Öl auf Leinwand                     | National Gallery of Art, 1963                                          | Washington            | 1963.10.198      | 73,2 × 92,1   |
|                                                                                   | 1897      | Pommiers en fleur, temps gris, Éragny                                             | 1001    | 1175    | Öl auf Leinwand                     | Verkauf bei Sotheby’s, New York 2004                                   |                       |                  | 60,3 × 73,6   |
|                                                                                   | 1897      | Potager à Éragny, temps gris                                                      | 1002    | 1176    | Öl auf Leinwand                     | Tristam Colket Junior (1970)                                           |                       |                  | 60 × 73       |
| Cricket à Bedford Park, Londres                                                   | 1897      | Cricket à Bedford Park, Londres                                                   | 1005    | 1177    | Öl auf Leinwand                     | Mohamed Mahmoud Khalil Museum, 1960                                    | Giseh                 | 105              | 54 × 65       |
| Match de cricket à Bedford Park, Londres                                          | 1897      | Match de cricket à Bedford Park, Londres                                          | 1008    | 1178    | Öl auf Leinwand                     | Privatsammlung                                                         |                       |                  | 54 × 65       |
|                                                                                   | 1897      | Fête du Jubilé à Bedford Park, Londres                                            | 1007    | 1179    | Öl auf Leinwand                     | Verkauf bei Sotheby’s, New York 1990                                   |                       |                  | 54 × 65       |
|                                                                                   | 1897      | Passerelle du chemin de fer à Bedford Park, Londres                               | 1006    | 1180    | Öl auf Leinwand                     | Privatsammlung                                                         |                       |                  | 65,4 × 54,6   |
|                                                                                   | 1897      | Le Train à Bedford Park, Londres                                                  | *       | 1181    | Öl auf Leinwand                     | Privatsammlung, London                                                 |                       |                  | 54,3 × 65,3   |
| Bath Road, Londres, esquisse                                                      | c. 1897   | Bath Road, Londres, esquisse                                                      | 1009    | 1182    | Öl auf Leinwand                     | Ashmolean Museum of Art and Archaeology, 1951                          | Oxford                | A 825            | 54 × 65       |
|                                                                                   | 1897      | Vue sur Stamford Brook Common, Londres                                            |         | 1183    | Öl auf Leinwand                     | Verkauf bei Christie’s, London, 2001                                   |                       |                  | 54 × 65,1     |
|                                                                                   | 1897      | L’Escalier, coin de jardin à Éragny                                               | 1011    | 1184    | Öl auf Leinwand                     | Ordrupgaard, 1951                                                      | Kopenhagen            | 202 WH           | 65,5 × 81     |
|                                                                                   | 1897      | Jardin, Éragny, fin d’été                                                         | 1015    | 1185    | Öl auf Leinwand                     | Verkauf bei Sotheby Parke Bernet, London, 1983                         |                       |                  | 65 × 81       |
|                                                                                   | 1897      | Prairies à Éragny, soleil couchant                                                | 1010    | 1186    | Öl auf Leinwand                     | Privatsammlung                                                         |                       |                  | 64 × 80       |
|                                                                                   | 1897      | Paysage à Éragny, le pré                                                          | 1004    | 1187    | Öl auf Leinwand                     | Privatsammlung, USA (2000)                                             |                       |                  | 66,1 × 88,9   |
|                                                                                   | 1897      | Coin du jardin à Éragny, plein été                                                | 1091    | 1188    | Öl auf Leinwand                     | – unbekannt –                                                          |                       |                  | 54 × 65       |
|                                                                                   | 1897      | Les Coteaux de Thierceville, meules, berger et troupeau                           | *       | 1189    | Öl auf Leinwand                     | Privatsammlung                                                         |                       |                  | 65 × 92       |
|                                                                                   | 1897      | Après-midi d’automne, Éragny                                                      | 1012    | 1190    | Öl auf Leinwand                     | Mohamed Mahmoud Khalil Museum, 1960                                    | Giseh                 | 104              | 65 × 54       |
| Le Grand Noyer, matin d’automne, Éragny                                           | 1897      | Le Grand Noyer, matin d’automne, Éragny                                           | 1014    | 1191    | Öl auf Leinwand                     | Puschkin-Museum, 1948                                                  | Moskau                | 3403             | 54 × 65       |
|                                                                                   | 1897      | Matinée d’automne, jardin d’Éragny                                                | 1016    | 1192    | Öl auf Leinwand                     | Musée d’Orsay, 1986                                                    | Paris                 | R.F. 1937–46     | 54,5 × 65     |
|                                                                                   | 1897      | Bords de l’Epte à Éragny, soleil couchant                                         | 1003    | 1193    | Öl auf Leinwand                     | R. Vestey (1956)                                                       |                       |                  | 60 × 73       |
|                                                                                   | 1897      | Après-midi brumeux, Éragny                                                        | 1017    | 1194    | Öl auf Leinwand                     | – Gestohlen München (1991) -                                           |                       |                  | 55 × 65       |
| La Place du Théâtre-Français et l’avenue de l’Opêra, temps de brouillard          | 1897      | La Place du Théâtre-Français et l’avenue de l’Opêra, temps de brouillard          | 1019    | 1195    | Öl auf Leinwand                     | Dallas Museum of Art, 1985                                             | Dallas                | 1985.R.50        | 54,3 × 66     |
| Rue Saint-Honoré après-midi, effet de pluie                                       | 1897      | Rue Saint-Honoré après-midi, effet de pluie                                       | 1018    | 1196    | Öl auf Leinwand                     | Museo Thyssen-Bornemisza, 1993                                         | Madrid                | 1976.74          | 81 × 65       |
|                                                                                   | c. 1898   | L’Avenue de l’Opéra, effet de neige                                               | 1022    | 1197    | Öl auf Leinwand                     | Privatsammlung, Los Angeles                                            |                       |                  | 54 × 65       |
| L’Avenue de l’Opéra, effet de neige                                               | 1898      | L’Avenue de l’Opéra, effet de neige                                               | 1029    | 1198    | Öl auf Leinwand                     | Puschkin-Museum, 1948                                                  | Moskau                | 3323             | 65 × 82       |
|                                                                                   | 1898      | La Rue Saint-Honoré, après-midi, effet de soleil                                  | 1021    | 1199    | Öl auf Leinwand                     | Privatsammlung (1984)                                                  |                       |                  | 65,5 × 54,5   |
|                                                                                   | 1898      | La Rue Saint-Honoré, matin, effet de soleil                                       | 1020    | 1200    | Öl auf Leinwand                     | Ordrupgaard, 1951                                                      | Kopenhagen            | 261 WH           | 65,5 × 54     |
| La Place du Théâtre-Français et l’avenue de l’Opêra, hiver, effet de soleil       | 1898      | La Place du Théâtre-Français et l’avenue de l’Opêra, hiver, effet de soleil       | 1023    | 1201    | Öl auf Leinwand                     | Národní Muzej, 1930                                                    | Belgrad               | I.str. 403       | 73 × 92       |
| La Place du Théâtre-Français et l’avenue de l’Opêra, soleil, matinée d’hiver      | 1898      | La Place du Théâtre-Français et l’avenue de l’Opêra, soleil, matinée d’hiver      | 1024    | 1202    | Öl auf Leinwand                     | Musée des Beaux-Arts, 1907                                             | Rheims                | 907.19.209       | 73 × 91,8     |
| L’Avenue de l’Opéra, soleil du matin                                              | 1898      | L’Avenue de l’Opéra, soleil du matin                                              | 1025    | 1203    | Öl auf Leinwand                     | Privatsammlung, USA (1960er)                                           |                       |                  | 64,8 × 81,3   |
|                                                                                   | 1898      | La Place du Théâtre-Français et l’avenue de l’Opêra, effet de pluie               | 1026    | 1204    | Öl auf Leinwand                     | Privatsammlung                                                         |                       |                  | 65 × 83       |
|                                                                                   | 1898      | La Place du Théâtre-Français et l’avenue de l’Opêra, soleil d’après-midi en hiver | 1027    | 1205    | Öl auf Leinwand                     | Privatsammlung                                                         |                       |                  | 73,7 × 92,7   |
| La Place du Théâtre-Français et l’avenue de l’Opêra, temps brumeux                | 1898      | La Place du Théâtre-Français et l’avenue de l’Opêra, temps brumeux                | 1028    | 1206    | Öl auf Leinwand                     | Herbert Klapper, New York                                              |                       |                  | 74 × 91,5     |
| La Place du Théâtre-Français et l’avenue de l’Opêra, effet de pluie               | 1898      | La Place du Théâtre-Français et l’avenue de l’Opêra, effet de pluie               | 1030    | 1207    | Öl auf Leinwand                     | Minneapolis Institute of Arts, 1918                                    | Minneapolis           | 18.19            | 73,6 × 91,4   |
| La Place du Théâtre-Français, les omnibus                                         | 1898      | La Place du Théâtre-Français, les omnibus                                         | 1031    | 1208    | Öl auf Leinwand                     | Los Angeles County Museum of Art, 1946                                 | Los Angeles           | M. 46.3.2        | 72,3 × 92,7   |
| La Place du Théâtre-Français, les omnibus, printemps, soleil                      | 1898      | La Place du Théâtre-Français, les omnibus, printemps, soleil                      | 1032    | 1209    | Öl auf Leinwand                     | Eremitage, 1930                                                        | Sankt Petersburg      | 6509             | 65,5 × 81,5   |
|                                                                                   | 1898      | Matin, pommiers en gleur à Éragny                                                 | 1034    | 1210    | Öl auf Leinwand                     | Yayoi Gallery, Tokio                                                   |                       |                  | 61 × 73,5     |
|                                                                                   | 1898      | Après-midi de printemps, temps gris à Éragny                                      | 1035    | 1211    | Öl auf Leinwand                     | Privatsammlung                                                         |                       |                  | 60 × 73       |
|                                                                                   | 1898      | Bouquet de fleurs. Iris, coquelicots et fleurs de choux                           | 1063    | 1212    | Öl auf Leinwand                     | Privatsammlung, London                                                 |                       |                  | 60,5 × 73,5   |
| Bouquet de fleurs                                                                 | 1898      | Bouquet de fleurs                                                                 | 1064    | 1213    | Öl auf Leinwand                     | The Fine Arts Museums of San Francisco, 1974                           | San Francisco         | 1974.6           | 54 × 65       |
| Juin, temps pluvieux, Éragny                                                      | 1898      | Juin, temps pluvieux, Éragny                                                      | 1055    | 1214    | Öl auf Leinwand                     | The Art Institute of Chicago, 1963                                     | Chicago               | 1963.1141        | 66,7 × 82,7   |
| Le Jardin d’Éragny                                                                | 1898      | Le Jardin d’Éragny                                                                | 1057    | 1215    | Öl auf Leinwand                     | National Gallery of Art, 1970                                          | Washington            | 1970.17.54       | 73,4 × 92,1   |
|                                                                                   | c. 1898   | La Lessive                                                                        | 1058    | 1216    | Öl auf Leinwand                     | Queensland Art Gallery, 1975                                           | Brisbane              | 1975 – 1:1407    | 33 × 40,5     |
|                                                                                   | c. 1898   | La Laveuse                                                                        | 1062    | 1217    | Öl auf Leinwand, auf Pappe montiert | Privatsammlung, USA (1999)                                             |                       |                  | 27 × 21       |
|                                                                                   | 1898      | Le Cours-la-Reine, la cathédrale Notre-Dame, Rouen                                | 1044    | 1218    | Öl auf Leinwand                     | Verkauf bei Christie’s, London, 1974                                   |                       |                  | 55 × 65,5     |
|                                                                                   | 1898      | Le Cours-la-Reine à Rouen, matin, soleil                                          | 1045    | 1219    | Öl auf Leinwand                     | Verkauf bei Christie’s, New York, 2002                                 |                       |                  | 65 × 81       |
| Le Cours-la-Reine à Rouen, temp grisl                                             | 1898      | Le Cours-la-Reine à Rouen, temps gris                                             | 1046    | 1220    | Öl auf Leinwand                     | Privatsammlung, Japan                                                  |                       |                  | 52,3 × 64,5   |
| La Rue de l’Épicerie à Rouen, effet de soleil                                     | 1898      | La Rue de l’Épicerie à Rouen, effet de soleil                                     | 1036    | 1221    | Öl auf Leinwand                     | Metropolitan Museum of Art, 1960                                       | New York              | 1960 – 60.5      | 81,3 × 65,1   |
| La Rue de l’Épicerie à Rouen, matin, temps mouillé                                | 1898      | La Rue de l’Épicerie à Rouen, matin, temps mouillé                                | 1037    | 1222    | Öl auf Leinwand                     | Yagamagata Museum of Art, 1997                                         | Aymagata              |                  | 81 × 65       |
|                                                                                   | 1898      | La Rue de l’Épicerie à Rouen, fin d’après-midi                                    | 1038    | 1223    | Öl auf Leinwand                     | Van Gogh Museum, 1995                                                  | Amsterdam             |                  | 81,9 × 65,4   |
|                                                                                   | 1898      | Les Ponts Boieldieu et Corneille, Rouen                                           | 1043    | 1224    | Öl auf Leinwand                     | Privatsammlung, Italien, 1983                                          |                       |                  | 65 × 81       |
|                                                                                   | 1898      | Le Pont Boieldieu, Rouen, effet de brouillard                                     | 1040    | 1225    | Öl auf Leinwand                     | Juan Antonio Pérez Simón Art Collection, 1993                          | Mexiko                |                  | 65,4 × 81,3   |
|                                                                                   | 1898      | Le Pont Boieldieu et la gare d’Orléans, Rouen, matin, cinq heures                 | 1048    | 1226    | Öl auf Leinwand                     | Artemis Fine Arts (2000)                                               |                       |                  | 65 × 81       |
| Le Pont Boieldieu et la gare d’Orléans, Rouen, soleil                             | 1898      | Le Pont Boieldieu et la gare d’Orléans, Rouen, soleil                             | 1050    | 1227    | Öl auf Leinwand                     | Privatsammlung                                                         |                       |                  | 65 × 81       |
| Le Pont Boieldieu et la gare d’Orléans, Rouen, matin, soleil                      | 1898      | Le Pont Boieldieu et la gare d’Orléans, Rouen, matin, soleil                      | 1049    | 1228    | Öl auf Leinwand                     | Honolulu Academy of Arts, 1934                                         | Honolulu              | 4110             | 63,5 × 79,4   |
|                                                                                   | 1898      | Vue sur la gare d’Orléans, Saint-Vevers, Rouen                                    | 1041    | 1229    | Öl auf Leinwand                     | Privatsammlung, Paris und Lausanne (vor 1940)                          |                       |                  | 46 × 55       |
|                                                                                   | 1898      | Quai de la Bourse, Rouen, après-midi                                              | 1047    | 1230    | Öl auf Leinwand                     | Kunstmuseum Bern, 1992                                                 | Bern                  | 1994.5           | 65 × 80,9     |
|                                                                                   | 1898      | Les Docks, Saint-Sever, Rouen, fumées                                             | 1052    | 1231    | Öl auf Leinwand                     | Privatsammlung, Tokio                                                  |                       |                  | 63 × 79       |
|                                                                                   | 1898      | Déchargement de bois, quai de la Bourse, Rouen, temps lumineux                    | 945     | 1232    | Öl auf Leinwand                     | Sterling and Francine Clark Art Institute, 1962                        | Williamstown (Mass.)  | 1989.3           | 73 × 92,1     |
| Déchargement de bois, quai de la Bourse, Rouen, soleil                            | 1898      | Déchargement de bois, quai de la Bourse, Rouen, soleil                            | 1054    | 1233    | Öl auf Leinwand                     | Montreal Museum of Fine Arts, 1921                                     | Montreal              | 1921.145         | 65,3 × 81     |
|                                                                                   | 1898      | Quai de la Bourse, Rouen, pluie                                                   | 1051    | 1234    | Öl auf Leinwand                     | Musée d’art et d’histoire (1985)                                       | Genf                  |                  | 54 × 65       |
|                                                                                   | 1898      | Quai de la Bourse, Rouen, soleil couchant                                         | 1053    | 1235    | Öl auf Leinwand                     | Privatsammlung, USA (1976)                                             |                       |                  | 54 × 65       |
| Quai de la Bourse, Rouen, soleil couchant                                         | 1898      | Quai de la Bourse, Rouen, soleil couchant                                         | 1039    | 1236    | Öl auf Leinwand                     | National Museums and Galleries of Wales, 1963                          | Cardiff               | NMW A 2492       | 65 × 81,1     |
|                                                                                   | 1898      | Déchargement de bois, quai de la Bourse, coucher de soleil                        | 1042    | 1237    | Öl auf Leinwand                     | Privatsammlung, USA (2001)                                             |                       |                  | 54 × 66       |
|                                                                                   | 1898      | Pommiers, novembre à Éragny                                                       | 1061    | 1238    | Öl auf Leinwand                     | Privatsammlung                                                         |                       |                  | 60 × 81       |
|                                                                                   | c. 1898   | Bazincourt, après-midi                                                            | 1056    | 1239    | Öl auf Leinwand                     | – unbekannt –                                                          |                       |                  | 54 × 65       |
|                                                                                   | 1898      | Jardin d’Éragny, gelée blanche                                                    | 1060    | 1240    | Öl auf Leinwand                     | Privatsammlung, Tokio                                                  |                       |                  | 60 × 75       |
|                                                                                   | 1898      | Le Clos de la mère Lucien, Éragny                                                 | 1033    | 1241    | Öl auf Leinwand                     | Frances Lehman Loeb Art Center, Vassar College, Poughkeepsie (N.Y.)    |                       |                  | 54 × 65       |
|                                                                                   | 1898      | Vue de Bazincourt en hiver                                                        |         | 1242    | Öl auf Leinwand                     | Art Gallery of Ontario, 2005                                           | Toronto               |                  | 46 × 55       |
|                                                                                   | 1898      | Peupliers à Éragny, hiver, soleil couchant                                        | 1059    | 1243    | Öl auf Leinwand                     | Privatsammlung (1992)                                                  |                       |                  | 81 × 60       |
|                                                                                   | 1898      | Paul-Émile Pissarro peignant, esquisse                                            | 1066    | 1244    | Öl auf Leinwand                     | Verkauf bei Christie’s, New York, 2004                                 |                       |                  | 55 × 46       |
|                                                                                   | c. 1899   | Femme écrivant                                                                    |         | 1245    | Öl auf Leinwand, auf Pappe montiert | Verkauf bei Sotheby’s, New York 2005                                   |                       |                  | 11 × 16,5     |
|                                                                                   | c. 1899   | Jeanne Pissarro dite Cocotte, au chignon                                          | 1065    | 1246    | Öl auf Leinwand                     | Erbschaft an UNICEF-Stiftung, Köln (2001)                              |                       |                  | 56 × 47       |
| Ludovic-Rodolphe Pissarro lisant                                                  | c. 1899   | Ludovic-Rodolphe Pissarro lisant                                                  | 1068    | 1247    | Öl auf Leinwand                     | Verkauf bei Sotheby’s, London, 1992                                    |                       |                  | 18,2 × 24,4   |
|                                                                                   | 1899      | Paul-Émile Pissarro, tenant un livre                                              | 1067    | 1248    | Öl auf Leinwand                     | Joel Honigberg, Highland Park (Ill.)                                   |                       |                  | 65 × 54       |
| Nature morte, tasse et théière                                                    | c. 1899   | Nature morte, tasse et théière                                                    | 1070    | 1249    | Öl auf Leinwand                     | Stiftung Langmatt Sidney und Jenny Brown                               | Baden                 | 173/GZ           | 21,4 × 28     |
| Nature morte, poivrons d’Espagne                                                  | 1899      | Nature morte, poivrons d’Espagne                                                  | 1069    | 1250    | Öl auf Leinwand                     | Privatsammlung, Dallas                                                 |                       |                  | 54,6 × 65,4   |
|                                                                                   | 1899      | Le Jardin des Tuileries et le pavillon de Flore, effet de neige                   | 1103    | 1251    | Öl auf Leinwand                     | Privatsammlung                                                         |                       |                  | 54 × 65       |
|                                                                                   | 1899      | Le Jardin des Tuileries et le pavillon de Flore, matin, soleil d’hiver            | 1106    | 1252    | Öl auf Leinwand                     | Privatsammlung                                                         |                       |                  | 73 × 92       |
|                                                                                   | 1899      | Le Jardin des Tuileries et le pavillon de Flore, effet de brume                   | 1104    | 1253    | Öl auf Leinwand                     | Privatsammlung                                                         |                       |                  | 54 × 65       |
|                                                                                   | 1899      | Le Louvre et le jardin du Carrousel, temps gris                                   | 1109    | 1254    | Öl auf Leinwand                     | Verkauf bei Sotheby’s, New York 2001                                   |                       |                  | 55,3 × 65,7   |
|                                                                                   | 1899      | Le Louvre et le jardin du Carrousel, matinée d’hiver                              | 1110    | 1255    | Öl auf Leinwand                     | Verkauf bei Sotheby’s, London, 2005                                    |                       |                  | 73,4 × 92,5   |
|                                                                                   | 1899      | Le Louvre et le jardin du Carrousel, soleil, apès-midi                            | 1108    | 1256    | Öl auf Leinwand                     | Edythe C. Acquavella, New York (vor 1980)                              |                       |                  | 54 × 65       |
| Le Jardin des Tuileries, apès-midi d’hiver                                        | 1899      | Le Jardin des Tuileries, apès-midi d’hiver                                        | 1097    | 1257    | Öl auf Leinwand                     | Metropolitan Museum of Art, 1979                                       | New York              | 1979.414         | 73,3 × 92,4   |
|                                                                                   | 1899      | Le Jardin des Tuileries, temps de pluie                                           | 1102    | 1258    | Öl auf Leinwand                     | Ashmolean Museum of Art and Archaeology, 1937                          | Oxford                | A 492            | 65 × 92       |
|                                                                                   | 1899      | Le Jardin des Tuileries, matin d’hiver                                            | 1101    | 1259    | Öl auf Leinwand                     | – unbekannt –                                                          |                       |                  | 65 × 92       |
| Le Jardin des Tuileries, après-midi d’hiver                                       | 1899      | Le Jardin des Tuileries, après-midi d’hiver                                       | 1098    | 1260    | Öl auf Leinwand                     | Metropolitan Museum of Art, 1966                                       | New York              | 66.36            | 73,7 × 92,1   |
|                                                                                   | 1899      | Le Jardin des Tuileries et le pavillon de Flore, temps gris                       | 1107    | 1261    | Öl auf Leinwand                     | Privatsammlung, New York (1968)                                        |                       |                  | 73 × 92       |
|                                                                                   | 1899      | Le Jardin des Tuileries, matinée de printemps, temps gris                         | 1100    | 1262    | Öl auf Leinwand                     | Verkauf bei Marlborough Gallery, New York (1973)                       |                       |                  | 65 × 92       |
| Le Jardin des Tuileries, matinée, printemps, soleil                               | 1899      | Le Jardin des Tuileries, matinée, printemps, soleil                               | 1099    | 1263    | Öl auf Leinwand                     | Metropolitan Museum of Art, 1992                                       | New York              | 1992.103.3       | 73,3 × 92,1   |
|                                                                                   | 1899      | Le Jardin des Tuileries et le pavillon de Flore, soleil, printemps                | 1105    | 1264    | Öl auf Leinwand                     | Privatsammlung, Vereinigtes Königreich                                 |                       |                  | 65 × 92       |
|                                                                                   | 1899      | Pommiers en fleur, effet de printemps, Éragny                                     | 1071    | 1265    | Öl auf Leinwand                     | Verkauf bei Sotheby’s, London, 1972                                    |                       |                  | 59,8 × 72,5   |
|                                                                                   | c. 1899   | L’Allée du jardin d’Éragny                                                        | *       | 1266    | Öl auf Holz                         | Noortman, Maastricht (c. 2001)                                         |                       |                  | 15,9 × 23,5   |
|                                                                                   | 1899      | Coin du jardin à Éragny, temps de pluie                                           | 1092    | 1267    | Öl auf Leinwand                     | Verkauf bei Christie’s, London, 1996                                   |                       |                  | 46 × 55       |
| Coin du jardin à Eragny                                                           | c. 1899   | Coin du jardin à Éragny                                                           | *       | 1268    | Öl auf Leinwand                     | Verkauf bei Sotheby’s, London, 1998                                    |                       |                  | 38,5 × 46,5   |
|                                                                                   | 1899      | Coin du jardin à Éragny                                                           | 1090    | 1269    | Öl auf Leinwand                     | Privatsammlung                                                         |                       |                  | 16 × 22       |
|                                                                                   | c. 1899   | Coin du jardin à Éragny, esquisse                                                 | *       | 1270    | Öl auf Leinwand                     | Verkauf bei Sotheby’s, London, 2002                                    |                       |                  | 65,5 × 65     |
|                                                                                   | 1899      | Vue de Bazincourt en été                                                          | *       | 1271    | Öl auf Leinwand                     | Musée du Docteur Faure                                                 | Aix-les-Bains         | 4875             | 27 × 34       |
| Laveuse dans le jardin d’Éragny                                                   | 1899      | Laveuse dans le jardin d’Éragny                                                   | 1081    | 1272    | Öl auf Leinwand                     | Verkauf bei Christie’s, New York, 2003                                 |                       |                  | 60,4 × 73,4   |
|                                                                                   | c. 1899   | Le Lavoir à Éragny                                                                | 1094    | 1273    | Öl auf Leinwand                     | Verkauf bei Christie’s, London, 2004                                   |                       |                  | 38 × 46       |
|                                                                                   | 1899      | Le Jardin potager et le clocher d’Éragny                                          | 1093    | 1274    | Öl auf Leinwand                     | Fukushima Prefectural Museum of Art                                    | Fukushima             | 999              | 72,9 × 92     |
|                                                                                   | 1899      | Peupliers, après-midi à Éragny                                                    | 1073    | 1275    | Öl auf Leinwand                     | Privatsammlung, Frankreich                                             |                       |                  | 73 × 92       |
| Paysanne se reposant au pied d’un arbre, effet de soleil, Éragny                  | 1899      | Paysanne se reposant au pied d’un arbre, effet de soleil, Éragny                  | 1077    | 1276    | Öl auf Leinwand                     | Israel Museum, 1987                                                    | Jerusalem             | B87.110          | 65 × 81       |
| Le Jardinier, soleil d’après-midi, Éragny                                         | 1899      | Le Jardinier, soleil d’après-midi, Éragny                                         | 1079    | 1277    | Öl auf Leinwand                     | Staatsgalerie Stuttgart, 1962                                          | Stuttgart             | GVL 107          | 92,5 × 65,4   |
| Jardinier devant une meule, temps gris, Éragny                                    | 1899      | Jardinier devant une meule, temps gris, Éragny                                    | 1080    | 1278    | Öl auf Leinwand                     | Portland Art Museum, 1999                                              | Portland              |                  | 60 × 73       |
|                                                                                   | c. 1899   | Le Pré à Éragny avec meule                                                        | *       | 1279    | Öl auf Holz                         | Privatsammlung, Paris                                                  |                       |                  | 9 × 7         |
|                                                                                   | 1899      | La Sieste, Éragny                                                                 | 1078    | 1280    | Öl auf Leinwand                     | Privatsammlung                                                         |                       |                  | 65 × 81       |
|                                                                                   | 1899      | Le Font du pré à Éragny, avec meule à droite                                      | 1074    | 1281    | Öl auf Leinwand                     | Murauchi Art Museum, 1988                                              | Hachioji              | MP-1988-75       | 23,5 × 28     |
| Les Meules, le matin, Éragny                                                      | 1899      | Les Meules, le matin, Éragny                                                      | 1075    | 1282    | Öl auf Leinwand                     | C. Douglas Dillon, Washington (1959)                                   |                       |                  | 65 × 80       |
|                                                                                   | 1899      | Les Meules, après-midi d’été à Éragny                                             | 1076    | 1283    | Öl auf Leinwand                     | Verkauf bei Christie’s, London, 1977                                   |                       |                  | 65,5 × 81,5   |
|                                                                                   | c. 1899   | Coin du jardin à Éragny, homme ramassant du bois                                  |         | 1284    | Öl auf Leinwand                     | Verkauf bei Sotheby’s, Paris, 2003                                     |                       |                  | 19,2 × 27     |
|                                                                                   | 1899      | Paysage avec peupliers, temps gris, Éragny                                        | 1082    | 1285    | Öl auf Leinwand                     | David Rockefeller, New York (1953)                                     |                       |                  | 81 × 65       |
|                                                                                   | 1899      | Le Potager du manoir d’Ango, Varengeville                                         | 1084    | 1286    | Öl auf Leinwand                     | Privatsammlung, Schweiz                                                |                       |                  | 65 × 54       |
|                                                                                   | 1899      | Le Potager du manoir d’Ango, Varengeville, soleil couchant                        | 1085    | 1287    | Öl auf Leinwand                     | Privatsammlung                                                         |                       |                  | 64,8 × 54,3   |
|                                                                                   | 1899      | Le Potager du manoir d’Ango, Varengeville, temps gris                             | 1089    | 1288    | Öl auf Leinwand                     | Phoenix Art Museum, 1964                                               | Phoenix               | 64.236           | 64,8 × 50,2   |
| Le Verger du manoir d’Ango, avec poules, Varengeville                             | 1899      | Le Verger du manoir d’Ango, avec poules, Varengeville                             | 1087    | 1289    | Öl auf Leinwand                     | Cincinnati Art Museum, 1963                                            | Cincinnati            | 1953.328         | 66 × 54,6     |
|                                                                                   | 1899      | Le Verger du manoir d’Ango, Varengeville, matin                                   | 1088    | 1290    | Öl auf Leinwand                     | Dr. Barrell, Basel (1957)                                              |                       |                  | 65 × 54       |
|                                                                                   | 1899      | Le Verger du manoir d’Ango, Varengeville, après-midi ensoleillée                  | 1086    | 1291    | Öl auf Leinwand                     | Privatsammlung, USA (2003)                                             |                       |                  | 54,5 × 65,5   |
| Les grands hêtres à Varengeville                                                  | c. 1899   | Les Grans Hêtres à Varengeville                                                   | *       | 1292    | Öl auf Leinwand                     | Juan Antonio Pérez Simón Art Collection                                | Mexiko                |                  | 64,8 × 54,3   |
| Verger à Varengeville avec vache                                                  | 1899      | Verger à Varengeville avec vache                                                  | 1083    | 1293    | Öl auf Leinwand                     | Foundation Surpierre (2004)                                            |                       |                  | 46,5 × 55,5   |
| Automne dans le pré à Éragny                                                      | 1899      | Automne dans le pré à Éragny                                                      | 1095    | 1294    | Öl auf Leinwand                     | Stiftung Langmatt Sidney und Jenny Brown, 1988                         | Baden                 | 172 /GZ          | 50 × 65       |
|                                                                                   | 1899      | Automne, matin, les peupliers, Éragny                                             | 1096    | 1295    | Öl auf Leinwand                     | Verkauf bei Sotheby’s, London, 1975                                    |                       |                  | 81 × 65       |
|                                                                                   | c. 1899   | Jeanne Pissarro dite Cocotte, cousant, esquisse                                   | 1112    | 1296    | Öl auf Leinwand                     | Verkauf bei Sotheby’s, New York, 2001                                  |                       |                  | 27 × 35       |
| Jeanne Pissarro dite Cocotte, lisant                                              | 1899      | Jeanne Pissarro dite Cocotte, lisant                                              | 1111    | 1297    | Öl auf Leinwand                     | Verkauf bei Christie’s, New York, 1995                                 |                       |                  | 56 × 67       |
|                                                                                   | c. 1900   | Jeanne Pissarro dite Cocotte, et Julie Pissarro cousant, esquisse                 | 1113    | 1298    | Öl auf Leinwand                     | Verkauf bei Sotheby’s, New York, 2000                                  |                       |                  | 37,5 × 45     |
|                                                                                   | 1900      | La Leçon de piano                                                                 | 1118    | 1299    | Öl auf Leinwand                     | Privatsammlung, London                                                 |                       |                  | 41 × 33       |
|                                                                                   | 1900      | Bouquet de fleurs sur une table                                                   | 1117    | 1300    | Öl auf Leinwand                     | Privatsammlung, New York (1972)                                        |                       |                  | 54 × 65       |
|                                                                                   | c. 1900   | Bouquet de fleurs avec des roses                                                  | 1119    | 1301    | Öl auf Leinwand                     | Verkauf bei Sotheby’s, London, 1992                                    |                       |                  | 65 × 54       |
|                                                                                   | c. 1900   | Bouquet de fleurs                                                                 | 1120    | 1302    | Öl auf Leinwand                     | Öffentliche Kunstsammlung, Kunstmuseum, 1946                           | Basel                 | 1967             | 17,5 × 13,5   |
|                                                                                   | 1900      | Bouquet de violettes                                                              | 1121    | 1303    | Öl auf Leinwand                     | Des Moines Art Center, 1958                                            | Des Moines (Iowa)     | 1958.3           | 64,8 × 54,6   |
|                                                                                   | 1900      | Vase de fleurs, tulipes et genêts                                                 | 1122    | 1304    | Öl auf Leinwand                     | Verkauf bei Sotheby’s, London, 1997                                    |                       |                  | 41,5 × 33     |
|                                                                                   | 1900      | Le Jardin des Tuileries, effet de neige                                           | 1124    | 1305    | Öl auf Leinwand                     | Privatsammlung, Vereinigtes Königreich                                 |                       |                  | 65 × 54       |
|                                                                                   | 1900      | Le Jardin des Tuileries et le pavillon de Flore, effet de neige                   | 1128    | 1306    | Öl auf Leinwand                     | Musée des Beaux-Arts de Rouen, 2003                                    |                       |                  | 65 × 81       |
|                                                                                   | 1900      | Le Jardin des Tuileries et le pavillon de Flore, gelée blanche                    | 1130    | 1307    | Öl auf Leinwand                     | Privatsammlung                                                         |                       |                  | 54 × 65       |
|                                                                                   | 1900      | Le Jardin des Tuileries et le pavillon de Flore                                   | 1131    | 1308    | Öl auf Leinwand                     | Privatsammlung, USA (2000)                                             |                       |                  | 33 × 41       |
|                                                                                   | 1900      | Le Jardin des Tuileries et le pavillon de Flore, temps gris lumineux              | 1132    | 1309    | Öl auf Leinwand                     | Privatsammlung                                                         |                       |                  | 73 × 92       |
|                                                                                   | 1900      | Le Jardin des Tuileries et le pavillon de Flore, hiver                            | 1133    | 1310    | Öl auf Leinwand                     | Art Gallery and Museum (1948)                                          | Glasgow               | 2811             | 73,6 × 92,3   |
|                                                                                   | 1900      | Le Louvre et le jardin du Carrousel, temps gris                                   |         | 1311    | Öl auf Leinwand                     | – unbekannt –                                                          |                       |                  | 65 × 81       |
| Le Jardin des Tuileries, matin, soleil                                            | 1900      | Le Jardin des Tuileries, matin, soleil                                            | 1125    | 1312    | Öl auf Leinwand                     | Israel Museum, 1995                                                    | Jerusalem             | B95.0800         | 73 × 92       |
|                                                                                   | 1900      | Le Jardin des Tuileries, après-midi, soleil                                       | 1123    | 1313    | Öl auf Leinwand                     | Suntory Museum (1988)                                                  | Osaka                 | 114–1026         | 65 × 92       |
|                                                                                   | 1900      | Le Jardin des Tuileries, après-midi, soleil                                       |         | 1314    | Öl auf Leinwand                     | New Orleans Museum of Art (1977)                                       | New Orleans           |                  | 66 × 91,4     |
|                                                                                   | 1900      | Le Jardin des Tuileries, brume                                                    | 1127    | 1315    | Öl auf Leinwand                     | Verkauf bei Galerie Charpentier, Paris (2004)                          |                       |                  | 54 × 65       |
|                                                                                   | 1900      | Le Jardin des Tuileries, temps gris lumineux                                      |         | 1316    | Öl auf Leinwand                     | Privatsammlung, USA (2000)                                             |                       |                  | 28 × 35,9     |
| Le Jardin des Tuileries, temps gris lumineux                                      | 1900      | Le Jardin des Tuileries, temps gris lumineux                                      | 1126    | 1317    | Öl auf Leinwand                     | Eremitage, 1995                                                        | St. Petersburg        | 3KP 509          | 54 × 65,3     |
|                                                                                   | 1900      | Le Jardin des Tuileries et le pavillon de Flore, matin, printemps                 | 1129    | 1318    | Öl auf Leinwand                     | Privatsammlung (1993)                                                  |                       |                  | 65 × 81,5     |
|                                                                                   | c. 1900   | Pommiers en fleur, Éragny                                                         | 1137    | 1319    | Öl auf Holz                         | John C. Whitehead, New York                                            |                       |                  | 21,1 × 26,8   |
|                                                                                   | 1900      | Printemps à Éragny                                                                | 1138    | 1320    | Öl auf Leinwand                     | Verkauf bei Christie’s, London, 1995                                   |                       |                  | 65,4 × 81,5   |
|                                                                                   | c. 1900   | Le Grand Noyer, printemps à Éragny                                                | 1139    | 1321    | Öl auf Pappe                        | – unbekannt –                                                          |                       |                  | 59,5 × 73     |
|                                                                                   | 1900      | Matin, printemps, soleil, Éragny                                                  | 1140    | 1322    | Öl auf Leinwand                     | Tokyo Fuji Art Museum                                                  | Hachioji              | ABO45/1113       | 65,4 × 81     |
|                                                                                   | 1900      | Le Lavoir de Bazincourt                                                           | 1141    | 1323    | Öl auf Leinwand                     | Musée d’Orsay, 1986                                                    | Paris                 | R.F. 1937–52     | 65,5 × 81     |
|                                                                                   | 1900      | Le Gardeuse d’oies                                                                | 1154    | 1324    | Öl auf Leinwand                     | Privatsammlung, Paris                                                  |                       |                  | 54 × 65       |
|                                                                                   | 1900      | Le Grand Noyer à Éragny, après-midi                                               | 1142    | 1325    | Öl auf Leinwand                     | – unbekannt –                                                          |                       |                  | 65 × 81       |
| Nature morte, la cafetière                                                        | 1900      | Nature morte, la cafetière                                                        | 1116    | 1326    | Öl auf Leinwand                     | Eremitage, 1995                                                        | St. Petersburg        | 3KP 527          | 54,5 × 65,3   |
|                                                                                   | c. 1900   | Jeanne Pissarro dite Cocotte, en robe rose                                        | 979     | 1327    | Öl auf Leinwand                     | Verkauf bei Sotheby’s, London, 1995                                    |                       |                  | 47 × 28       |
|                                                                                   | 1900      | Le Jardin des Tuileries, été, temps gris lumieneux                                | 1134    | 1328    | Öl auf Leinwand                     | – unbekannt –                                                          |                       |                  | 54 × 65       |
|                                                                                   | 1900      | Le Jardin des Tuileries, été                                                      | 1135    | 1329    | Öl auf Leinwand                     | Kreeger Museum, 1994                                                   | Washington            | 1970.6           | 54,5 × 65,5   |
| Le Louvre et le jardin du Carrousel, midi, soleil                                 | 1900      | Le Louvre et le jardin du Carrousel, midi, soleil                                 | 1136    | 1330    | Öl auf Leinwand                     | National Gallery of Art, 1970                                          | Washington            | 1970.17.55       | 54,9 × 65,4   |
| Vue de Berneval                                                                   | 1900      | Vue de Berneval                                                                   | 1143    | 1331    | Öl auf Leinwand                     | Norton Simon Trust No. 2, Pasadena (Kalif.)                            |                       |                  | 72,4 × 88,9   |
|                                                                                   | 1900      | Le Jardin de l’hôtel de Berneval, soleil                                          | 1144    | 1332    | Öl auf Leinwand                     | Verkauf bei Christie’s, New York, 1999                                 |                       |                  | 65,7 × 81,9   |
|                                                                                   | 1900      | Paysage à Berneval                                                                |         | 1333    | Öl auf Leinwand                     | Museo Nacional de Bellas Artes                                         | Buenos Aires          | 2718             | 65 × 81       |
|                                                                                   | 1900      | La Prairie à Berneval, matin                                                      | 1145    | 1334    | Öl auf Leinwand                     | Verkauf bei Sotheby’s, New York, 2000                                  |                       |                  | 65 × 81       |
|                                                                                   | 1900      | Chemin montant vers Berneval-le-Grand                                             | 1146    | 1335    | Öl auf Leinwand                     | Národní Muzej, 1961                                                    | Belgrad               | I.str. 1090      | 65 × 81       |
|                                                                                   | 1900      | Chaumière à Berneval-le-Grand                                                     | 1147    | 1336    | Öl auf Leinwand                     | Verkauf bei Sotheby’s, London, 1982                                    |                       |                  | 54 × 65       |
|                                                                                   | 1900      | Route à Berneval-le-Petit, maison Thiévain                                        | 1148    | 1337    | Öl auf Leinwand                     | Privatsammlung                                                         |                       |                  | 64,8 × 54,6   |
|                                                                                   | 1900      | La Cour de l’épicerie, Berneval-le-Petit                                          | 1149    | 1338    | Öl auf Leinwand                     | Privatsammlung                                                         |                       |                  | 65 × 54       |
|                                                                                   | 1900      | Matin, soleil d’automne à Éragny                                                  | 1151    | 1339    | Öl auf Leinwand                     | Verkauf bei Sotheby’s, New York, 1996                                  |                       |                  | 64,8 × 81,3   |
|                                                                                   | 1900      | Soleil couchant, automne, Éragny                                                  | 1152    | 1340    | Öl auf Leinwand                     | Ralph J. Stone, Santa Rosa, Kalif. (1966)                              |                       |                  | 54 × 65       |
|                                                                                   | 1900      | Automne, matin, temps gris, Éragny                                                | 1153    | 1341    | Öl auf Leinwand                     | Tokyo Fuji Art Museum                                                  | Hachioji              | ABO38–1098       | 65 × 81       |
|                                                                                   | 1900      | Automne à Éragny                                                                  | 1150    | 1342    | Öl auf Leinwand                     | Privatsammlung, Luxemburg                                              |                       |                  | 54,3 × 65,3   |
| Statue d’Henri IV, matin, soleil d’hiver                                          | 1900      | Statue d’Henri IV, matin, soleil d’hiver                                          | 1155    | 1343    | Öl auf Leinwand                     | Krannert Art Museum                                                    | Champaign (Ill.)      | 1951–1–2         | 73,7 × 92,4   |
|                                                                                   | c. 1900   | Statue d’Henri IV et hôtel de la Monnaie, 1re série                               | 1156    | 1344    | Öl auf Leinwand                     | – unbekannt –                                                          |                       |                  | 46 × 55       |
|                                                                                   | 1900      | Le Louvre, soleil d’hiver, matin, 1re série                                       | 1158    | 1345    | Öl auf Leinwand                     | Privatsammlung                                                         |                       |                  | 73 × 92       |
| Le Louvre, après-midi, temps de pluie, 1re série                                  | 1900      | Le Louvre, après-midi, temps de pluie, 1re série                                  | 1157    | 1346    | Öl auf Leinwand                     | Corcoran Gallery of Art                                                | Washington            | 37.41            | 66,5 × 81,5   |
| Le Pont-Neuf, après-midi de pluie, 1re série                                      | c. 1901   | Le Pont-Neuf, après-midi de pluie, 1re série                                      | 1176    | 1347    | Öl auf Leinwand                     | Privatsammlung                                                         |                       |                  | 80 × 63       |
|                                                                                   | 1901      | Le Pont-Neuf, temps mouillé, 1re série                                            | 1177    | 1348    | Öl auf Leinwand                     | Allen Memorial Art Museum, 1941                                        | Oberlin (Ohio)        | 41.49            | 45,1 × 37,5   |
|                                                                                   | 1901      | Le Pont-Neuf, temps mouillé, soleil, 1re série                                    | 1179    | 1349    | Öl auf Leinwand                     | Verkauf bei Christie’s, New York, 1993                                 |                       |                  | 45 × 38       |
| Le Pont-Neuf, naufrage de la Bonne Mère, 1re série                                | 1901      | Le Pont-Neuf, naufrage de la Bonne Mère, 1re série                                | 1180    | 1350    | Öl auf Leinwand                     | Verkauf bei Sotheby’s, London, 1964                                    |                       |                  | 65 × 81       |
| Le Pont-Neuf, après-midi, soleil, 1re série                                       | 1901      | Le Pont-Neuf, après-midi, soleil, 1re série                                       | 1181    | 1351    | Öl auf Leinwand                     | Philadelphia Museum of Art, 1978                                       | Philadelphia          | 1978–1–24        | 73 × 92,1     |
|                                                                                   | 1901      | Le Pont-Neuf, effet de neige, 1re série                                           | 1178    | 1352    | Öl auf Leinwand                     | Privatsammlung, Schweiz (1952)                                         |                       |                  | 65 × 81       |
| Le Louvre, matin, soleil d’hiver, gelée blanche, 1re série                        | 1901      | Le Louvre, matin, soleil d’hiver, gelée blanche, 1re série                        | 1162    | 1353    | Öl auf Leinwand                     | Honolulu Academy of Arts, 1934                                         | Honolulu              | 8439.1           | 73 × 92,1     |
| Statue d’Henri IV et hôtel de la Monnaie, effet d’hiver, 1re série                | 1901      | Statue d’Henri IV et hôtel de la Monnaie, effet d’hiver, 1re série                | 1172    | 1354    | Öl auf Leinwand                     | Ny Carlsberg Glyptotek, 1945                                           | Kopenhagen            | SMK 4323         | 46,5 × 55     |
|                                                                                   | 1901      | Le Louvre et le pont des Arts, 1re série                                          | 1160    | 1355    | Öl auf Leinwand                     | Kunstmuseum Basel (2002)                                               | Basel                 |                  | 46,5 × 55 × 5 |
|                                                                                   | 1901      | Le Louvre, après-midi ensoleillée, 1re série                                      | 1164    | 1356    | Öl auf Leinwand                     | Privatsammlung                                                         |                       |                  | 38 × 46       |
|                                                                                   | 1901      | Le Louvre, effet de pluie, 1re série                                              | 1168    | 1357    | Öl auf Leinwand                     | Privatsammlung                                                         |                       |                  | 33,3 × 41,9   |
|                                                                                   | 1901      | Le Louvre, effet de brume, 1re série                                              | 1163    | 1358    | Öl auf Leinwand                     | Privatsammlung, Basel                                                  |                       |                  | 38 × 46       |
|                                                                                   | 1901      | Statue d’Henri IV, brume, 1re série                                               | 1175    | 1359    | Öl auf Leinwand                     | Kunstmuseum Basel (2002)                                               | Basel                 |                  | 60,5 × 81     |
|                                                                                   | 1901      | Statue d’Henri IV et hôtel de la Monnaie, matin ensoleillée, 1re série            | 1173    | 1360    | Öl auf Leinwand                     | Harry Djanogly, London (1987)                                          |                       |                  | 46,4 × 54,3   |
| Statue d’Henri IV, début de printemps, 1re série                                  | 1901      | Statue d’Henri IV, début de printemps, 1re série                                  | 1174    | 1361    | Öl auf Leinwand                     | Verkauf bei Sotheby’s, New York, 1993                                  |                       |                  | 46 × 39       |
|                                                                                   | 1901      | Le Louvre, printemps, soleil couchant, 1re série                                  | 1169    | 1362    | Öl auf Leinwand                     | Verkauf bei Tooth & Sons (1957)                                        |                       |                  | 38 × 46       |
| Le Louvre, printemps, matin soleil, 1re série                                     | 1901      | Le Louvre, printemps, matin soleil, 1re série                                     | 1166    | 1363    | Öl auf Leinwand                     | Musée d'art moderne et d'art contemporain                              | Lüttich               | AM 400/54.65/152 | 54 × 65       |
|                                                                                   | c. 1901   | Jeanne Pissarro dite Cocotte, cousant près de la fenêtre, esquisse                | 1209    | 1364    | Öl auf Leinwand                     | Verkauf bei Galwerie des Chevau-Légers, Versailles, 1987               |                       |                  | 41,5 × 33,5   |
|                                                                                   | 1901      | Jeanne Pissarro dite Cocotte, cousant près de la fenêtre                          | 1208    | 1365    | Öl auf Leinwand                     | M. Louis-Dreyfus (1952)                                                |                       |                  | 33 × 41       |
|                                                                                   | 1901      | Cerisiers en fleur à Moret                                                        | 1187    | 1366    | Öl auf Leinwand                     | – unbekannt –                                                          |                       |                  | 55 × 65       |
|                                                                                   | 1901      | Le Pont de Moret                                                                  | 1185    | 1367    | Öl auf Leinwand                     | – unbekannt –                                                          |                       |                  | 60 × 73       |
|                                                                                   | 1901      | Bords du Loing à Moret                                                            | 1186    | 1368    | Öl auf Leinwand                     | Verkauf bei Sotheby’s, New York, 1998                                  |                       |                  | 54,6 × 65,4   |
|                                                                                   | 1901      | Bords du Loing à Moret                                                            |         | 1369    | Öl auf Leinwand                     | Privatsammlung, Frankreich                                             |                       |                  | 46 × 54,8     |
|                                                                                   | 1901      | Prairie à Moret                                                                   | 1188    | 1370    | Öl auf Leinwand                     | Verkauf bei Sotheby’s, London, 1996                                    |                       |                  | 53,3 × 64     |
|                                                                                   | 1901      | La Garenne, effet de printemps, Moret                                             | 1189    | 1371    | Öl auf Leinwand                     | Stephen Hahn, New York (1968)                                          |                       |                  | 61 × 73       |
|                                                                                   | 1901      | Paysan vu de dos dans un sous-bois, Moret                                         |         | 1372    | Öl auf Leinwand                     | Privatsammlung (1973)                                                  |                       |                  | 54,5 × 47     |
| Jardin potager et clocher d’Éragny, temps gris, matin                             | 1901      | Jardin potager et clocher d’Éragny, temps gris, matin                             | 1183    | 1373    | Öl auf Leinwand                     | Philadelphia Museum of Art, 1978                                       | Philadelphia          | 1978–1–26        | 64,8 × 81,3   |
|                                                                                   | 1901      | Le Pré et la maison d’Éragny, femme jardinant, printemps                          | 1191    | 1374    | Öl auf Leinwand                     | Privatsammlung                                                         |                       |                  | 74 × 92       |
|                                                                                   | 1901      | Le Pré et la maison d’Éragny                                                      | 1192    | 1375    | Öl auf Leinwand                     | Joseph Klingenstein, New York (1951)                                   |                       |                  | 66 × 81,3     |
|                                                                                   | 1901      | Le Grand Noyer, matin, Éragny                                                     | 1190    | 1376    | Öl auf Leinwand                     | Privatsammlung                                                         |                       |                  | 73 × 92,1     |
|                                                                                   | 1901      | Peupliers au printemps, temps gris, matin, Éragny                                 | 1182    | 1377    | Öl auf Leinwand                     | Privatsammlung, Frankreich                                             |                       |                  | 65 × 81       |
|                                                                                   | 1901      | Jardin potager à Éragny, après-midi                                               | 1202    | 1378    | Öl auf Leinwand                     | Verkauf bei Sotheby’s, New York, 1997                                  |                       |                  | 55 × 65,5     |
|                                                                                   | 1901      | Pré à Éragny, soleil couchant, en juin                                            | 1184    | 1379    | Öl auf Leinwand                     | – unbekannt –                                                          |                       |                  | 65 × 81       |
|                                                                                   | 1901      | Le Rouleau, soleil couchant                                                       | 1201    | 1380    | Öl auf Leinwand                     | – Gestohlen Paris (1981) -                                             |                       |                  | 46 × 55       |
|                                                                                   | c. 1901   | Les Laveuses à Éragny, esquisse                                                   | 1206    | 1381    | Öl auf Leinwand                     | Privatsammlung, Bremen (1979)                                          |                       |                  | 73 × 92       |
|                                                                                   | 1901      | Le Pré à Éragny, été, soleil, fin d’après-midi                                    |         | 1382    | Öl auf Leinwand                     | Privatsammlung                                                         |                       |                  | 65,2 × 81,4   |
|                                                                                   | 1901      | Seine à Rouen                                                                     |         | 1383    | Öl auf Holz                         | Verkauf bei Grenier à sel, Avignon (2005)                              |                       |                  | 13,5 × 24     |
| L’Église Saint-Jacques à Dieppe, soleil, matin                                    | 1901      | L’Église Saint-Jacques à Dieppe, soleil, matin                                    |         | 1384    | Öl auf Leinwand                     | Musée d’Orsay, 1986                                                    | Paris                 | M.N.R. 222       | 54,5 × 65,5   |
| L’Église Saint-Jacques à Dieppe, soleil, matin                                    | 1901      | L’Église Saint-Jacques à Dieppe, soleil, matin                                    | 1193    | 1385    | Öl auf Leinwand                     | Verkauf bei Sotheby’s, New York, 2002                                  |                       |                  | 73,5 × 92,5   |
|                                                                                   | 1901      | Le Marché autour de l’église Saint-Jacques, Dieppe, matin, temps gris             | 1195    | 1386    | Öl auf Leinwand                     | Verkauf bei Christie’s, New York, 1993                                 |                       |                  | 91 × 73       |
| La Foire autour de l’égilse Saint-Jacques, Dieppe, matin, soleil                  | 1901      | La Foire autour de l’égilse Saint-Jacques, Dieppe, matin, soleil                  | 1198    | 1387    | Öl auf Leinwand                     | Eremitage, 1995                                                        | St. Petersburg        | 3KP 525          | 65,3 × 81,5   |
| La Foire devant de l’égilse Saint-Jacques, Dieppe, effet de soleil, après-midi    | 1901      | La Foire devant de l’égilse Saint-Jacques, Dieppe, effet de soleil, après-midi    | 1200    | 1388    | Öl auf Leinwand                     | Philadelphia Museum of Art, 1950                                       | Philadelphia          | 1950–92–12       | 73,5 × 92,1   |
|                                                                                   | 1901      | L’Église Saint-Jacques, Dieppe, matin, soleil                                     | 1196    | 1389    | Öl auf Leinwand                     | Privatsammlung                                                         |                       |                  | 73 × 92       |
|                                                                                   | 1901      | Portail de l’église Saint-Jacques à Dieppe                                        | 1199    | 1390    | Öl auf Leinwand                     | Verkauf bei Christie’s, New York, 2002                                 |                       |                  | 78,1 × 64,9   |
|                                                                                   | 1901      | L’Église Saint-Jacques, Dieppe, temps pluvieux, matin                             | 1194    | 1391    | Öl auf Leinwand                     | Privatsammlung, Vereinigtes Königreich                                 |                       |                  | 81 × 65       |
|                                                                                   | 1901      | La Foire autour de l’égilse Saint-Jacques, Dieppe                                 | 1197    | 1392    | Öl auf Leinwand                     | Privatsammlung                                                         |                       |                  | 73,5 × 92,5   |
| Fenaison à Éragny                                                                 | 1901      | Fenaison à Éragny                                                                 | 1207    | 1393    | Öl auf Leinwand                     | National Gallery of Canada, 1946                                       | Ottawa                | 4635             | 53,9 × 64,7   |
|                                                                                   | 1901      | Dans les verger, Éragny                                                           |         | 1394    | Öl auf Leinwand                     | Verkauf bei Palais Galliera, Paris (1964)                              |                       |                  | 31 × 27       |
| Pommiers et peupliers, Éragny, soleil couchant                                    | 1901      | Pommiers et peupliers, Éragny, soleil couchant                                    |         | 1395    | Öl auf Leinwand                     | Musée Malraux, 2004                                                    | Le Havre              | A 496            | 65 × 81       |
|                                                                                   | 1901      | Après la pluie, automne, Éragny                                                   | 1203    | 1396    | Öl auf Leinwand                     | Verkauf bei Christie’s, London, 1999                                   |                       |                  | 65 × 92       |
|                                                                                   | 1901      | Automne, mtin, Éragny                                                             | 1204    | 1397    | Öl auf Leinwand                     | Privatsammlung, New York                                               |                       |                  | 81 × 60       |
|                                                                                   | 1901      | Dans le pré en automne à Éragny                                                   |         | 1398    | Öl auf Leinwand                     | Privatsammlung                                                         |                       |                  | 81 × 65       |
|                                                                                   | 1901–02   | Paysanne dans les choux, Éragny                                                   | 1271    | 1399    | Öl auf Leinwand                     | Dorothy L. Goldstein (1985)                                            |                       |                  | 41 × 33       |
|                                                                                   | 1901      | Statue d’Henri IV et hôtel de la Monnaie, matin, soleil, 2e série                 | 1171    | 1400    | Öl auf Leinwand                     | Privatsammlung                                                         |                       |                  | 46 × 61       |
|                                                                                   | 1901      | Le Louvre, matin ensoleillé, 2e série                                             | 1167    | 1401    | Öl auf Leinwand                     | Privatsammlung, Zürich (1961)                                          |                       |                  | 38,5 × 46     |
| Le Louvre, soleil couchant, gelée blanche, 2e série                               | 1901      | Le Louvre, soleil couchant, gelée blanche, 2e série                               | 1170    | 1402    | Öl auf Leinwand                     | Banco de la República, Kolumbien                                       |                       |                  | 73 × 91,5     |
|                                                                                   | 1901      | Le Louvre, temps couvert, 2e série                                                |         | 1403    | Öl auf Leinwand                     | – unbekannt –                                                          |                       |                  | 33 × 41       |
|                                                                                   | 1901      | Le Louvre, soleil d’hiver, 2e série                                               | 1165    | 1404    | Öl auf Leinwand                     | Verkauf bei Christie’s, New York, 1977                                 |                       |                  | 73 × 92       |
| Le Louvre, soleil d’hiver, 2e série                                               | 1901      | Le Louvre, matin, soleil, 2e série                                                | 1159    | 1405    | Öl auf Leinwand                     | Saint Louis Art Museum, 1916                                           | St. Louis (Mo.)       | 225:16           | 73,7 × 92,7   |
|                                                                                   | 1901      | Le Louvre, matin, effet de neige, 2e série                                        | 1161    | 1406    | Öl auf Leinwand                     | Privatsammlung, Schweiz (c. 1984)                                      |                       |                  | 73 × 92       |
|                                                                                   | c. 1902   | Le Louvre, matin, effet de neige, 2e série                                        | 1221    | 1407    | Öl auf Leinwand                     | Verkauf bei Christie’s, New York, 1996                                 |                       |                  | 54 × 65       |
| Le Louvre, matin, effet de neige, 2e série                                        | 1902      | Le Louvre, matin, effet de neige, 2e série                                        | 1215    | 1408    | Öl auf Leinwand                     | National Gallery, 1961                                                 | London                | NG 4671          | 65,4 × 81,3   |
|                                                                                   | 1902      | Statue d’Henri IV, matin, soleil, 2e série                                        | 1227    | 1409    | Öl auf Leinwand                     | Privatsammlung (1956)                                                  |                       |                  | 73 × 92       |
|                                                                                   | 1902      | Le Louvre, fin d’après-midi, 2e série                                             | 1228    | 1410    | Öl auf Leinwand                     | Musée des Beaux-Arts, 1907                                             | Rheims                | 1907.19.208      | 46,2 × 55,6   |
| Le Pont-Neuf, effet de neige, 2e série                                            | 1902      | Le Pont-Neuf, effet de neige, 2e série                                            | 1212    | 1411    | Öl auf Leinwand                     | National Museums and Galleries of Wales, 1963                          | Cardiff               | NMW A 2493       | 54,5 × 65,3   |
|                                                                                   | 1902      | Le Pont-Neuf, effet de neige et brouillard, 2e série                              |         | 1412    | Öl auf Leinwand                     | Privatsammlung, USA                                                    |                       |                  | 65 × 81       |
|                                                                                   | 1902      | Le Pont-Neuf, 2e série                                                            | 1213    | 1413    | Öl auf Leinwand                     | Hiroshima Museum of Art, 1973                                          | Hiroshima             | B18              | 66 × 81,2     |
| Le Pont-Neuf, brume, 2e série                                                     | 1902      | Le Pont-Neuf, brume, 2e série                                                     | *       | 1414    | Öl auf Leinwand                     | Privatsammlung                                                         |                       |                  | 46,5 × 55,5   |
| Le Pont-Neuf, soleil, 2e série                                                    | 1902      | Le Pont-Neuf, soleil, 2e série                                                    | 1211    | 1415    | Öl auf Leinwand                     | Szépmüveszeti Múseum, 1907                                             | Budapest              | 205.B            | 55 × 46,5     |
|                                                                                   | 1902      | Le Pont-Neuf, temps gris, 2e série                                                | 1210    | 1416    | Öl auf Leinwand                     | Musée des Beaux-Arts, 2000                                             | Lyon                  | 2000–3           | 54,6 × 64,8   |
|                                                                                   | 1902      | Les Bains de la Samaritaine, après-midi, 2e série                                 | 1214    | 1417    | Öl auf Leinwand                     | Privatsammlung, Schweiz                                                |                       |                  | 38,5 × 46     |
| Le Louvre, matin                                                                  | 1902      | Le Louvre, matin, 2e série                                                        | 1220    | 1418    | Öl auf Leinwand                     | – Gestohlen bei Max Heilbronn, Paris (2. WK) -                         |                       |                  | 46 × 38       |
|                                                                                   | 1902      | Le Louvre, matin, soleil, 2e série                                                | 1219    | 1419    | Öl auf Leinwand                     | Sterling and Francine Clark Art Institute, 1955                        | Williamstown (Mass.)  | 1955.558         | 60,4 × 92,3   |
|                                                                                   | 1902      | Le Louvre, 11 heures du matin, 2e série                                           | 1217    | 1420    | Öl auf Leinwand                     | – unbekannt –                                                          |                       |                  | 54 × 65       |
|                                                                                   | 1902      | Statue d’Henri IC, matin, pluie, 2e série                                         | 1226    | 1421    | Öl auf Leinwand                     | Arkansas Arts Center, 2000                                             | Little Rock (Ark.)    | XL. 2000.01.005  | 73 × 92       |
|                                                                                   | 1902      | Le Louvre, après-midi, temps gris lumineux, 2e série                              | 1224    | 1422    | Öl auf Leinwand                     | Privatsammlung, Paris                                                  |                       |                  | 41 × 33       |
|                                                                                   | 1902      | Le Louvre, soleil couchant, 2e série                                              |         | 1423    | Öl auf Leinwand                     | Privatsammlung, USA (1998)                                             |                       |                  | 56 × 66       |
|                                                                                   | 1902      | Le Louvre, matin, printemps, 2e série                                             | 1225    | 1424    | Öl auf Leinwand                     | Privatsammlung, Caracas (1955)                                         |                       |                  | 65 × 54       |
| Le Louvre, matin, printemps                                                       | 1902      | Le Louvre, matin, printemps, 2e série                                             | *       | 1425    | Öl auf Leinwand                     | Israel Museum, 1995                                                    | Jerusalem             | B95.1015         | 65 × 54       |
|                                                                                   | 1902      | Les Roses de Nice                                                                 | 1273    | 1426    | Öl auf Leinwand                     | Verkauf bei Christie’s, London, 2000                                   |                       |                  | 55 × 47,7     |
| Vieux vigneron, Moret                                                             | 1902      | Vieux vigneron, Moret                                                             | 1231    | 1427    | Öl auf Leinwand                     | Privatsammlung                                                         |                       |                  | 65 × 54       |
|                                                                                   | 1902      | Vieille paysanne assise, Moret                                                    | 1229    | 1428    | Öl auf Leinwand                     | Verkauf bei Sotheby’s, New York, 1974                                  |                       |                  | 65 × 54       |
|                                                                                   | 1902      | Vieille paysanne raccommodant des hardes, Moret                                   | 1230    | 1429    | Öl auf Leinwand                     | Moshe und Sara Mayer, Tel Aviv (1974)                                  |                       |                  | 54 × 65       |
| Paysannes sous les arbres à Moret                                                 | 1902      | Paysannes sous les arbres à Moret                                                 | 1239    | 1430    | Öl auf Leinwand                     | – unbekannt –                                                          |                       |                  | 55 × 46       |
|                                                                                   | 1902      | Le Lavoir, Moret                                                                  | 1235    | 1431    | Öl auf Leinwand                     | – unbekannt –                                                          |                       |                  | 55 × 46       |
|                                                                                   | 1902      | Le Pont et l’imprimerie à Moret                                                   | 1233    | 1432    | Öl auf Leinwand                     | Verkauf bei Christie’s, New York, 2005                                 |                       |                  | 33,3 × 41,2   |
|                                                                                   | 1902      | Le Pont et l’imprimerie à Moret                                                   | 1234    | 1433    | Öl auf Leinwand                     | Privatsammlung                                                         |                       |                  | 54 × 63       |
| Paysannes sous les arbres à Moret                                                 | 1902      | Le Canal du Loing, Moret                                                          | 1237    | 1434    | Öl auf Leinwand                     | Musée d’Orsay, 1986                                                    | Paris                 | R.F. 1937–49     | 65 × 81,5     |
|                                                                                   | c. 1902   | Bords du Loing à Moret, esquisse                                                  | 1232    | 1435    | Öl auf Leinwand                     | Privatsammlung                                                         |                       |                  | 65 × 81,5     |
|                                                                                   | 1902      | La Vigne, après-midi, Moret                                                       | 1238    | 1436    | Öl auf Leinwand                     | Privatsammlung                                                         |                       |                  | 46 × 55       |
|                                                                                   | c. 1902   | Cour de la Levrette à Moret, esquisse                                             | 1240    | 1437    | Öl auf Leinwand                     | – unbekannt –                                                          |                       |                  | 54 × 65       |
|                                                                                   | 1902      | Sous-bois à Moret                                                                 | 1236    | 1438    | Öl auf Leinwand                     | Privatsammlung                                                         |                       |                  | 61 × 50       |
|                                                                                   | 1902      | La Poissonnerie à Dieppe                                                          | 1249    | 1439    | Öl auf Leinwand                     | Verkauf bei Sotheby’s, New York, 2003                                  |                       |                  | 66 × 81       |
|                                                                                   | 1902      | Locomobile sur le marché aux poissons, Dieppe                                     | *       | 1440    | Öl auf Leinwand                     | Privatsammlung, Zürich                                                 |                       |                  | 54 × 64       |
|                                                                                   | 1902      | Le Marché aux poissons, Dieppe, temps gris, matin                                 | 1250    | 1441    | Öl auf Leinwand                     | Privatsammlung, USA (1967)                                             |                       |                  | 65,4 × 80,6   |
|                                                                                   | 1902      | L’Avant-port de Dieppe, après-midi, soleil                                        | 1245    | 1442    | Öl auf Leinwand                     | Privatsammlung                                                         |                       |                  | 65,5 × 81,3   |
|                                                                                   | 1902      | L’Avant-port de Dieppe, voiles noires                                             | 1244    | 1443    | Öl auf Leinwand                     | Verkauf bei Christie’s, London, 1973                                   |                       |                  | 54 × 65       |
| L’Avant-port de Dieppe, le matin, temps gris                                      | 1902      | L’Avant-port de Dieppe, le matin, temps gris                                      | 1242    | 1444    | Öl auf Leinwand                     | The Fine Arts Museums of San Francisco, 1940                           | San Francisco         | 1940.52          | 46,5 × 55,3   |
|                                                                                   | 1902      | L’Avant-port de Dieppe, après-midi, temps lumineux                                | 1241    | 1445    | Öl auf Leinwand                     | – unbekannt –                                                          |                       |                  | 54 × 65       |
|                                                                                   | 1902      | L’Avant-port de Dieppe, matin, effet de pluie                                     | 1246    | 1446    | Öl auf Leinwand                     | Verkauf bei Drouot Montaigne, Paris, 1996                              |                       |                  | 54 × 65       |
|                                                                                   | 1902      | L’Avant-port de Dieppe, voiles noires                                             | 1243    | 1447    | Öl auf Leinwand                     | Privatsammlung                                                         |                       |                  | 65 × 81       |
| L’Avant-port de Dieppe, après-midi, soleil                                        | 1902      | L’Avant-port de Dieppe, après-midi, soleil                                        | 1247    | 1448    | Öl auf Leinwand                     | Château-Musée de Dieppe, 1902                                          | Dieppe                | MD 1285          | 53,5 × 65     |
|                                                                                   | 1902      | L’Avant-port de Dieppe, temps gris lumineux                                       | 1248    | 1449    | Öl auf Leinwand                     | Privatsammlung                                                         |                       |                  | 60 × 73       |
|                                                                                   | 1902      | Darse de pêche, Dieppe, matin, temps gris                                         | 1256    | 1450    | Öl auf Leinwand                     | W. Hilding Lindberg, Tacoma (Washington) (c. 1968)                     |                       |                  | 65 × 81       |
|                                                                                   | 1902      | Chevaux et charrettes devant la darse de pêche, Dieppe, marée basse               | 1254    | 1451    | Öl auf Leinwand                     | Privatsammlung                                                         |                       |                  | 54,9 × 65,1   |
|                                                                                   | 1902      | Darse de pêche, Dieppe, marée basse                                               | 1255    | 1452    | Öl auf Leinwand                     | Montreal Museum of Fine Arts, 1983                                     | Montreal              | 1982.24          | 65,7 × 81,3   |
|                                                                                   | 1902      | Darse de pêche et bassin Duquesne, Dieppe, après-midi ensoleillée                 | 1252    | 1453    | Öl auf Leinwand                     | Privatsammlung                                                         |                       |                  | 65 × 81       |
|                                                                                   | 1902      | Darse de pêche, Dieppe, temps gris, pluie                                         | 1251    | 1454    | Öl auf Leinwand                     | Worcester Art Museum, 1999                                             | Worcester (Mass.)     | 1999.67          | 52 × 64,8     |
|                                                                                   | 1902      | Darse de pêche, Dieppe, marée basse, fumée                                        | 1253    | 1455    | Öl auf Leinwand                     | Musée d’Orsay, 1986                                                    | Paris                 | 1937–55          | 54,5 × 65     |
|                                                                                   | 1902      | Darse de pêche et bassin Duquesne, Dieppe, temps gris lumineux                    |         | 1456    | Öl auf Leinwand                     | Verkauf bei Christie’s, New York, 1992                                 |                       |                  | 22,2 × 27,3   |
|                                                                                   | c. 1902   | L’Avant-port de Dieppe                                                            |         | 1457    | Öl auf Kieselstein                  | Privatsammlung                                                         |                       |                  | 9,5 × 12      |
|                                                                                   | c. 1902   | Bateaux dans l’avant-port, Dieppe, effet de brouillard, esquisse                  | 1257    | 1458    | Öl auf Leinwand                     | Verkauf bei Christie’s, London, 1982                                   |                       |                  | 22 × 27       |
|                                                                                   | 1902      | Chalutier dans l’avant-port de Dieppe                                             | 1258    | 1459    | Öl auf Leinwand                     | Privatsammlung                                                         |                       |                  | 22 × 27       |
|                                                                                   | 1902      | Coin du jardin à Éragny                                                           | 1261    | 1460    | Öl auf Leinwand                     | Kathryn Welch Hartzog, Atlanta (Ga.) (1978)                            |                       |                  | 43 × 52       |
|                                                                                   | 1902      | Coin du jardin à Éragny                                                           | 1262    | 1461    | Öl auf Leinwand                     | – unbekannt –                                                          |                       |                  | 65 × 81       |
|                                                                                   | 1902      | Coin du pré à Éragny                                                              | 1263    | 1462    | Öl auf Leinwand                     | Tate Gallery, 1953                                                     | London                | NO6003           | 60 × 81,3     |
|                                                                                   | c. 1902   | Rameurs de pois                                                                   | 1269    | 1463    | Öl auf Leinwand                     | Musée du Docteur Faure, 1946                                           | Aix-les-Bains         | 4872             | 30,9 × 25     |
|                                                                                   | c. 1902   | Paysan et paysanne plantant des rames                                             | 1270    | 1464    | Öl auf Leinwand                     | Verkauf bei Christie’s, London, 1978                                   |                       |                  | 20 × 15       |
|                                                                                   | c. 1902   | La Maison de l’Anglais, Éragny                                                    | 1264    | 1465    | Öl auf Leinwand                     | Privatsammlung, Frankreich (1929)                                      |                       |                  | 41 × 33       |
|                                                                                   | c. 1902   | La Maison de l’Anglais, Éragny                                                    | *       | 1466    | Öl auf Leinwand                     | – unbekannt –                                                          |                       |                  | 23,5 × 20     |
|                                                                                   | c. 1902   | Les Peupliers dans le pré, temps gris, Éragny                                     | 1274    | 1467    | Öl auf Leinwand                     | Verkauf bei Sotheby’s, London, 1965                                    |                       |                  | 52 × 63,5     |
|                                                                                   | 1902      | Gelée blanche à Éragny                                                            | 1266    | 1468    | Öl auf Leinwand                     | – unbekannt –                                                          |                       |                  | 41 × 33       |
| Matinée d’automne à Éragny                                                        | 1902      | Matinée d’automne à Éragny                                                        | 1267    | 1469    | Öl auf Leinwand                     | Privatsammlung, London                                                 |                       |                  | 54,5 × 65     |
|                                                                                   | 1902      | Paysage avec deux personnages, Éragny, automne                                    |         | 1470    | Öl auf Pappe                        | Privatsammlung                                                         |                       |                  | 27,5 × 22     |
|                                                                                   | 1902      | Soleil couchant à Éragny, automne                                                 | 1268    | 1471    | Öl auf Leinwand                     | Ashmolean Museum of Art and Archaeology, 1950                          | Oxford                | A 795            | 73 × 92       |
|                                                                                   | 1902      | Automne, brume du matin, Éragny                                                   | 1265    | 1472    | Öl auf Leinwand                     | Ashmolean Museum of Art and Archaeology, 1950                          | Oxford                | A 826            | 46 × 55       |
|                                                                                   | c. 1902   | Le Louvre, soleil couchant, 3e série                                              | 1223    | 1473    | Öl auf Leinwand                     | Privatsammlung                                                         |                       |                  | 33,5 × 41,2   |
|                                                                                   | 1902      | Le Louvre, brume, 32 série                                                        | 1216    | 1474    | Öl auf Leinwand                     | Pascal de Sarthe Fine Art, Scottsdale (Ariz.), 1999                    |                       |                  | 54 × 65       |
|                                                                                   | 1902      | Le Louvre, matin brumeux, 3e série                                                | *       | 1475    | Öl auf Leinwand                     | Verkauf bei Christie’s, London, 1994                                   |                       |                  | 46,7 × 55,2   |
|                                                                                   | 1902      | Le Louvre, effet de matin, 3e série                                               | 1218    | 1476    | Öl auf Leinwand                     | – unbekannt –                                                          |                       |                  | 54 × 65       |
|                                                                                   | 1902      | Statue d’Henri IV et hôtel de la Monnaie, neige, 3e série                         | 1222    | 1477    | Öl auf Leinwand                     | Verkauf bei Christie’s, London, 1976                                   |                       |                  | 65 × 81       |
|                                                                                   | c. 1903   | Le Louvre, matin, effet de neige, 3e série                                        | 1279    | 1478    | Öl auf Leinwand                     | Verkauf bei Christie’s, New York, 1999                                 |                       |                  | 46 × 55       |
|                                                                                   | 1903      | Le Louvre, matin ensoleillé, 3e série                                             | 1281    | 1479    | Öl auf Leinwand                     | Privatsammlung, London (1997)                                          |                       |                  | 16,2 × 22     |
|                                                                                   | 1903      | Le Louvre, soleil levant, 3e série                                                | 1278    | 1480    | Öl auf Leinwand                     | Musée d’Orsay, 1986                                                    | Paris                 | R.F. 1972–32     | 46 × 55       |
| Le Louvre, matin, brume de mars, 3e série                                         | 1903      | Le Louvre, matin, brume de mars, 3e série                                         | 1280    | 1481    | Öl auf Leinwand                     | Ny Carlsberg Glyptotek, 1932                                           | Kopenhagen            | I.N. 1915        | 54 × 65       |
|                                                                                   | 1903      | Statue d’Henri IV et Le Louvre. 3e série                                          | 1283    | 1482    | Öl auf Leinwand                     | Privatsammlung (1972)                                                  |                       |                  | 54 × 65       |
|                                                                                   | c. 1903   | Statue d’Henri IV et hôtel de la Monnaie, temps gris, 3e série                    | 1284    | 1483    | Öl auf Leinwand                     | Privatsammlung, Bern                                                   |                       |                  | 46 × 38       |
|                                                                                   | 1903      | Statue d’Henri IV et hôtel de la Monnaie, soleil du matin, 3e série               | 1285    | 1484    | Öl auf Leinwand                     | – unbekannt –                                                          |                       |                  | 46 × 38       |
|                                                                                   | 1903      | Le Pont-Neuf, temps gris, 3e série                                                | 1282    | 1485    | Öl auf Leinwand                     | Muromachi Fine Art (1973)                                              | Tokio                 |                  | 55 × 65       |
|                                                                                   | 1903      | Le Pont-Royal, temps gris lumineux, 4e série                                      | 1293    | 1486    | Öl auf Leinwand                     | Simone und Alan Hartman, New York (c. 1993)                            |                       |                  | 54,6 × 64,4   |
|                                                                                   | 1903      | Le Pont-Royal, après-midi, temps couvert, 4e série                                | 1294    | 1487    | Öl auf Leinwand                     | Privatsammlung, Paris                                                  |                       |                  | 50 × 65       |
|                                                                                   | 1903      | Le Pont-Royal et le pavillon de Flore, temps gris lumineux, 4e série              | 1287    | 1488    | Öl auf Leinwand                     | Verkauf bei Christie’s, London, 1998                                   |                       |                  | 54,6 × 65,7   |
|                                                                                   | 1903      | Le Louvre et le pont du Carrousel, soleil, 4e série                               | 1297    | 1489    | Öl auf Leinwand                     | Matsuoka Museum of Art, 1986                                           | Tokio                 | 1449             | 54 × 65       |
|                                                                                   | 1903      | Le Quai Malaquais et l’Institut, après-midi, soleil, 4e série ***                 | *       | 1490    | Öl auf Leinwand                     | Verkauf bei Galerie Fabiani an Galerie Cazeau-Béraudière, Paris (2000) |                       |                  | 33,5 × 41     |
|                                                                                   | 1903      | Le Quai Malaquais et l’Institut, matin, soleil, 4e série                          | 1289    | 1491    | Öl auf Leinwand                     | Verkauf bei Christie’s, New York, 2003                                 |                       |                  | 54,5 × 65,5   |
| Le Quai Malaquais et l’Institut, 4e série                                         | 1903      | Le Quai Malaquais et l’Institut, 4e série                                         | 1290    | 1492    | Öl auf Leinwand                     | – unbekannt –                                                          |                       |                  | 54 × 65       |
| Le Pont Royal et le Pavillon de Flore                                             | 1903      | Le Pont-Royal et le pavillon de Flore, temps gris, 4e série                       | 1286    | 1493    | Öl auf Leinwand                     | Musée du Petit Palais, 1905                                            | Paris                 | 134              | 54,5 × 65     |
|                                                                                   | 1903      | Le Pont-Royal et le pavillon de Flore, printemps, 4e série                        | 1288    | 1494    | Öl auf Leinwand                     | Acom Co., Tokio (c. 1999)                                              |                       |                  | 65 × 81       |
|                                                                                   | 1903      | Le Pont-Royal, printemps, 4e série                                                |         | 1295    | Öl auf Leinwand                     | Verkauf im Palais Galliera (1971)                                      |                       |                  | 24,3 × 33     |
|                                                                                   | 1903      | Le Pont-Royal, après-midi, printemps, 4e série                                    | 1295    | 1496    | Öl auf Leinwand                     | Verkauf bei Christie’s, New York, 1985                                 |                       |                  | 46 × 55       |
|                                                                                   | 1903      | Le Louvre et le pont du Carrousel, printemps, 4e série                            | 1296    | 1497    | Öl auf Leinwand                     | Privatsammlung                                                         |                       |                  | 47 × 55,5     |
|                                                                                   | c. 1903   | Le Quai Malaquais et l’Institut, 4e série                                         | 1292    | 1498    | Öl auf Zinkplatte                   | – unbekannt –                                                          |                       |                  | 15 × 24       |
| Le Quai Malaquais et l’Institut, printemps, soleil, 4e série                      | 1903      | Le Quai Malaquais et l’Institut, printemps, soleil, 4e série                      |         | 1499    | Öl auf Leinwand                     | Eremitage                                                              | St. Petersburg        | 3KP 531          | 65,3 × 81,5   |
|                                                                                   | 1903      | Paysan dans le pré à Éragny                                                       |         | 1500    | Öl auf Leinwand                     | David Carritt, London (1962)                                           |                       |                  | 40,5 × 33     |
|                                                                                   | 1903      | Femme étendant du linge, Éragny                                                   |         | 1501    | Öl auf Leinwand                     | John H. Surovek Gallery, Palm Beach (Florida) (1990)                   |                       |                  | 38 × 45,7     |
|                                                                                   | 1903      | Le Font du pré à Éragny                                                           | 1276    | 1502    | Öl auf Leinwand                     | – unbekannt –                                                          |                       |                  | 44,5 × 35,5   |
|                                                                                   | 1903      | Pommiers et meule à Éragny, matinée de soleil                                     | 1275    | 1503    | Öl auf Leinwand                     | Kunstmuseum Basel (1994)                                               | Basel                 |                  | 54,5 × 65,5   |
|                                                                                   | 1903      | L’Anse des Pilotes, Grand-Quai, Le Harve                                          | 1303    | 1504    | Öl auf Batist                       | Ashmolean Museum of Art and Archaeology, 1951                          | Oxford                | A 827            | 24 × 29,5     |
|                                                                                   | 1903      | L’Anse des Pilotes, après-midi, temps ensoleillé, Le Havre                        | 1307    | 1505    | Öl auf Leinwand                     | Gerald D. Horowitz, Atlanta (Ga.) (1995)                               |                       |                  | 46 × 55       |
|                                                                                   | 1903      | L’Anse des Pilotes, Grand-Quai, Le Harve, temps gris lumineux                     | 1304    | 1506    | Öl auf Leinwand                     | Privatsammlung (1950)                                                  |                       |                  | 54,5 × 65     |
|                                                                                   | c. 1903   | L’Anse des Pilotes, Le Harve                                                      | 1308    | 1507    | Öl auf Leinwand                     | Verkauf bei Christie’s, New York, 2002                                 |                       |                  | 54,5 × 65,1   |
|                                                                                   | 1903      | L’Anse des Pilotes, Le Harve, temps couvert                                       |         | 1508    | Öl auf Leinwand                     | Privatsammlung (1965)                                                  |                       |                  | 59 × 81       |
| L’Anse des Pilotes, Le Harve, matin, soleil, marée montante                       | 1903      | L’Anse des Pilotes, Le Harve, matin, soleil, marée montante                       | 1315    | 1509    | Öl auf Leinwand                     | Musée Malraux, 1903                                                    | Le Havre              | A 495            | 53 × 64       |
|                                                                                   | 1903      | L’Anse des Pilotes, marée haute, Le Havre                                         | 1301    | 1510    | Öl auf Leinwand                     | Verkauf bei Phillips, New York (2000)                                  |                       |                  | 65,5 × 81     |
|                                                                                   | 1903      | L’Anse des Pilotes, Le Havre, soleil                                              | 1306    | 1511    | Öl auf Leinwand                     | Privatsammlung                                                         |                       |                  | 54 × 65       |
|                                                                                   | 1903      | L’Anse des Pilotes, et le brise-lames est, Le Havre                               | 1312    | 1512    | Öl auf Leinwand                     | Irwin Levy, Texas (1979)                                               |                       |                  | 46 × 55       |
| L’Anse des Pilotes, et le brise-lames est, Le Havre, après-midi, temps ensoleillé | 1903      | L’Anse des Pilotes, et le brise-lames est, Le Havre, après-midi, temps ensoleillé | 1310    | 1513    | Öl auf Leinwand                     | Musée Malraux, 1903                                                    | Le Havre              | A 494            | 53 × 64       |
| Brise-lames est, relour des régates au Havre                                      | 1903      | Brise-lames est, relour des régates au Havre                                      | 1313    | 1514    | Öl auf Leinwand                     | Verkauf bei Sotheby’s, New York, 1997                                  |                       |                  | 43 × 53       |
|                                                                                   | 1903      | Régates dans le port du havre, fort de la Floride                                 | *       | 1515    | Öl auf Leinwand                     | Privatsammlung (1981)                                                  |                       |                  | 24,8 × 31,5   |
|                                                                                   | c. 1903   | Régates dans le port du Havre                                                     |         | 1516    | Öl auf Leinwand                     | Verkauf im Hôtel des Ventes, Enghien (1979)                            |                       |                  | 15,5 × 19     |
|                                                                                   | 1903      | L’Anse des Pilotes, et le brise-lames est, Le Havre, matin, temps gris            | 1309    | 1517    | Öl auf Leinwand                     | Tate Gallery                                                           | London                | NO5833           | 65,1 × 81,3   |
|                                                                                   | 1903      | Brise-lames est et fort de la Floride, Le Havre, après-midi, temps mouillé        | 1311    | 1518    | Öl auf Leinwand                     | Privatsammlung                                                         |                       |                  | 54 × 65       |
|                                                                                   | 1903      | Entrée du port du Havre et le brise-lmes ouest, temps gris lumineux               | *       | 1519    | Öl auf Leinwand                     | Privatsammlung, USA                                                    |                       |                  | 58,5 × 71     |
|                                                                                   | c. 1903   | Jetée du Havre, départ du transatlantique La Lorraine, après-midi, temps gris     | 1302    | 1520    | Öl auf Leinwand                     | Privatsammlung                                                         |                       |                  | 60 × 81       |
|                                                                                   | 1903      | Entrée du port du Havre et le brise-lames ouest                                   |         | 1521    | Öl auf Leinwand                     | Privatsammlung                                                         |                       |                  | 23,5 × 34,5   |
|                                                                                   | 1903      | Entrée du port du Havre, temps gris                                               | 1299    | 1522    | Öl auf Leinwand                     | Privatsammlung                                                         |                       |                  | 27 × 34,5     |
| Bateau à l’entrée du port du havre                                                | 1903      | Bateau à l’entrée du port du havre                                                |         | 1523    | Öl auf Leinwand                     | Dallas Museum of Art, 1996                                             | Dallas                | 1996.214         | 17,8 × 28,5   |
|                                                                                   | c. 1903   | Entrée du port du Havre et le brise-lames ouest, loeil, mer agitée                |         | 1524    | Öl auf Leinwand, auf Pappe montiert | Privatsammlung                                                         |                       |                  | 11,7 × 14,1   |
| Entrée du port du Havre et le brise-lames ouest, soleil, matin                    | 1903      | Entrée du port du Havre et le brise-lames ouest, soleil, matin                    | 1298    | 1525    | Öl auf Leinwand                     | Dixon Gallery and Gardens, 1979                                        | Memphis (Tenn.)       | 1979.5           | 57,2 × 64,8   |
|                                                                                   | 1903      | La Jetée et le sémaphore du Havre, après-midi, temps gris lumineux                | 1314    | 1526    | Öl auf Leinwand                     | – unbekannt –                                                          |                       |                  | 54 × 65       |
|                                                                                   | 1903      | La Jetée et le sémaphore du Havre                                                 | 1300    | 1527    | Öl auf Leinwand                     | Grégoire C. Salmanowitz, Genf                                          |                       |                  | 46 × 65       |
| Autoportrait au chapeau                                                           | 1903      | Autoportrait au chapeau                                                           | 1316    | 1528    | Öl auf Leinwand                     | Tate Gallery                                                           | London                | NO 4592          | 41 × 33       |